# Jafar Alçadique
Abu Abd Allah Jafar ibn Muhammad, também conhecido como Jafar Alçadique (em árabe: ابو عبدالله جعفر بن محمدٍ الصّادق; romaniz.: Jaʿfar ibn Muḥammad al-Ṣādiq; Medina, c. 702 (1323 anos) – Medina, c.765) foi um estudioso, jurista e teólogo muçulmano xiita do século VIII, e o sexto imã de os ramos Twelver e Isma'ili do Islã Xiita. Sendo considerado entre os ahl al-bayt, descendentes do profeta Maomé através de Ali ibne Abi Talibe (falecido em 661) e sua esposa Fátima.
Tinha cerca de 37 anos quando seu pai morreu. Ele herdou os seguidores de al-Bāqir em 119/737 (ou 114/733); portanto, durante os anos cruciais da transição do poder omíada para o abássida, ele estava à frente daqueles xiitas que aceitaram um imã ate Fāṭimī não militante. Passou a maior parte de sua vida em Medina, onde construiu um círculo de seguidores principalmente como teólogo, transmissor de Hadith e jurista (faqih).
Alçadique ao longo de sua vida seguiu a política de seu pai e avô e permaneceu politicamente quietista e se recusou a participar das insurreições que presenciou. Jafar não desempenhou nenhum papel na revolta antiOmíada de seu tio paterno Zaíde b. ʿAlī (d. 122/740) em 122/740 nem na rebelião de ʿAbdallāh b. Muʿāwiya (falecido em 129/746–7 ou 130/747–8), bisneto do irmão mais velho de ʿAlī, Jaʿfar b. Abī Ṭālib (falecido em 8/629), em 127/744 (ambas as rebeliões ocorreram em Kūfa). Da mesma forma, Jafar recusou-se a prestar juramento de fidelidade a seu primo Muḥammad b. ʿAbdallāh al-Nafs al-Zakiyya (“a alma pura”; falecido em 145/762) que liderou uma revolta em Medina em 145/762 contra o regime Abássida. Mesmo quando Abu Salama, o líder político da revolta abássida, supostamente lhe ofereceu o califado, Alçadique recusou. Durante o imamado do sexto Imã existiam maiores possibilidades e um clima mais favorável para ele propagar os ensinamentos religiosos. Isso aconteceu como resultado de revoltas em terras islâmicas para derrubar o califado omíada e as guerras sangrentas que finalmente levaram à queda e extinção dos omíadas. As maiores oportunidades para os ensinamentos xiitas também foram resultado do terreno favorável que o quinto Imã preparou durante os vinte anos de seu imamado através da propagação dos ensinamentos do Islã e das ciências da Casa do Profeta. Ele é a figura mais importante relacionada com a propagação de um corpus especificamente xiita de ḥadīth (“tradições”) compreendendo normas legais-religiosas, declarações doutrinárias, exegese do Alcorão e teologia. De fato, nas coleções canônicas de Twelver ḥadīth, mais tradições são citadas de Jafar do que de todos os outros imãs combinados. Além do Primeiro Imã 'Ali, nenhum outro Imã da linha dos Doze alcançou tanto renome no mundo muçulmano por sua devoção e aprendizado quanto Jafar Alçadique em sua própria vida. Muitos dos que faziam parte do círculo de estudantes de Sadiq mais tarde se tornaram estudiosos e juristas renomados. Abu Hanifa, o fundador da Escola de Direito Hanafi no Islã sunita, teria sido um de seus alunos, e Malik ibn Anas, o fundador da Escola de Direito de Maliki, também era evidentemente associado a Alçadique e transmitido Tradições dele.
O imamado de Alçadique consiste em duas partes. Durante a primeira parte, enquanto os omíadas estavam no poder, Alçadique ensinou discretamente em Medina e conseguiu estabelecer sua considerável reputação. Durante esta fase, ele estava relativamente livre de abusos por parte das autoridades. Uma vez que os abássidas chegaram ao poder, e particularmente durante o reinado do segundo califa abássida, al-Mansur, Alçadique começou a ser perseguido. Em várias ocasiões ele foi convocado para Cufa e mantido na prisão, e as histórias xiitas descrevem várias tentativas de al-Mansur de matá-lo. A maioria das autoridades concorda que Alçadique morreu em 148/765. De acordo com a tradição xiita, Jafar, como seu pai, foi envenenado até a morte por um inimigo; no caso de Jafar, foi o califa al-Mansur (r. 754–775). Jafar foi enterrado no Cemitério Baqi de Medina, e seu túmulo foi objeto de peregrinação até ser destruído pelos Wahhabis séculos depois. Após sua morte, houve uma disputa entre as facções xiitas pela sucessão do imamado. Aqueles que afirmavam que o sétimo Imã era seu filho mais velho, Ismail (falecido em 760), acabaram se tornando o ramo ismaelita do xiismo. Aqueles que apoiaram a candidatura do filho de Jafar, Musa al-Kazim (falecido em 799) e seus herdeiros, mais tarde se tornaram o ramo dos Doze Imãs do xiismo.

## Nomes e Apelidos

### Nomenclatura
O nome dele é “Jafar”. Muitos historiadores afirmaram que o Profeta lhe deu esse nome, bem como o apelido de “Sadiq (verdadeiro)”.

### Seus apelidos
Seus apelidos revelam suas características e personalidade marcante:
1. Alçadique (o verdadeiro): Seu bisavô, o Profeta, o apelidou assim, porque seria a pessoa mais honesta em discursos e conversas. Foi mencionado que Mansour al-Dawaneeqi, o pior inimigo do Imã, usou esse apelido para o Imã Alçadique. A razão, de acordo com os narradores, foi que Abu Muslim al-Khurasani certa vez pediu ao Imã Alçadique para conduzi-lo ao túmulo de seu avô Imã Ali, mas ele recusou e informou que esse fato (a localização do túmulo) ser divulgado no reinado de um homem hashimita chamado Abu Jafar al-Mansour. Quando Abu Muslim revelou esta previsão durante o reinado de al-Mansour em al-Rusafah (o lado esquerdo do rio Tigre em Bagdá); ele ficou feliz e disse: “Ele é verdadeiro e verdadeiro (ou seja, Sadiq).”
2. Al-Sabir (o firme): Ele foi chamado assim, porque teve que sofrer desastres severamente severos nas mãos de seus inimigos; os governantes abássidas e omíadas.
3. Al-Fadhil (o virtuoso): Ele foi chamado assim, porque era o melhor e o mais conhecedor das pessoas de seu tempo, não apenas em assuntos religiosos, mas também em todos os campos científicos.
4. Al-Tahir (o puro): Ele foi apelidado assim porque era o mais puro em maneirismo, comportamento e tendências.
5. Amoud al-Sharaf (o pólo de honra): Imã Alçadique era o pólo de honra e o epítome do orgulho e glória para todos os muçulmanos.
6. Al-Qaim (o agente funerário da missão): Tanto quanto eu acredito, o Imã recebeu esse apelido porque foi ele quem assumiu a missão de reviver a verdadeira religião e defender a lei do Chefe dos Mensageiros (ou seja, o profeta).
7. Al-Kafil (o apoiador): Ele foi apelidado assim, porque ele era o apoiador dos pobres, órfãos e necessitados e tinha o costume de ajudá-los gastando em suas necessidades.
8. Al-Munji (o salvador): Ele foi apelidado assim, porque ele era o salvador da escuridão do desvio. Assim, ele guiou qualquer um que se refugiasse nele e salvasse qualquer um que o contatasse.

### Seus sobrenomes
Os sobrenomes (ou seja, kunyah) do Imã Alçadique foram:
1. Abu Abedalá,
2. Abu Ismael,
3. Abu Mousa.

## Biografia

### Nascimento até a morte do pai
O sexto Imã, Abu Abd Allah Jafar, o filho mais velho de Muhammad Albaquir, nasceu em Medina. Os historiadores discordaram sobre o ano de nascimento do Imã Alçadique. Seguem algumas opiniões: Ele nasceu em Medina em 80/699, Ele nasceu em 83/702 na sexta ou segunda-feira, treze noites antes do final do mês de Rabi al-Awwal. Nasceu em 86/705.
Por parte de pai, Jafar era, obviamente, descendente de huceínida do Profeta e, como seu pai, ele tinha um relacionamento duplamente forte com Ali, já que Maomé Albaquir era um álida tanto por parte de pai quanto por parte de mãe. Por parte de mãe, Jafar era o tataraneto de Abu Becre e, portanto, ele foi o primeiro entre os Ahl al-Bayt que combinou em sua descendência pessoal de Abu Bakr e também de Ali. Sua mãe Umm Farwa era filha de Al-Qasim b. Maomé ibne Abi Becre. Qasim se casou com a filha de seu tio Abd ar-Rahman b. Abi Becre e, portanto, Umm Farwa era a bisneta de Abu Bakr tanto por parte de pai quanto por parte de mãe.
Nos primeiros quatorze anos de sua vida, Jafar foi criado sob a tutela de seu avô Zaim Alabidim. Ele observou os atos de caridade deste último, seu amor por longas séries de prostrações e orações e seu afastamento da política. Na casa de sua mãe, o jovem Jafar viu seu avô materno, Qasim b. Maomé ibne Abi Becre, considerado pelos medinanos como um dos mais eruditos e estimados tradicionalistas do seu tempo.
Fora da família, a infância de Jafar coincidiu com um interesse crescente em Medina na aquisição de conhecimento das tradições proféticas e na busca de explicações dos versículos do Alcorão. Sua infância também testemunhou a culminação do poder omíada, o estabelecimento final de seu imperium administrativo, um período de paz e fartura, mas dificilmente de fervor religioso, como será elaborado a seguir. Parece provável que um histórico ambiental desse tipo na vida de um menino de quatorze anos possa ter influenciado seu pensamento e personálidade, dando certa direção a seu trabalho futuro.
Com a morte de Zaim Alabidim, Jafar entrou em sua juventude e passou cerca de vinte e três anos sob seu pai Muhammad Albaquir. Imã Sadiq passou a maior parte de sua vida em Medina e não deixou esta cidade exceto uma vez. De acordo com relatos tradicionais, Jafar realizou o hajj com seu pai e o acompanhou quando ele foi convocado a Damasco pelo califa omíada Hisham ibn Abd al-Malik (r. 723–743) para interrogatório.
Em todos esses anos, Jafar não apenas viu os esforços de seu pai para se estabelecer como o Imã da Casa do Profeta, mas como o filho mais velho, ele participou dessas atividades. Quando Al Baqir morreu, Jafar tinha trinta e sete ou trinta e quatro anos e estava destinado a viver por um período de pelo menos vinte e oito anos como chefe dos xiitas seguindo a linhagem mais antiga dos Imãs huceínida, um período mais longo do que qualquer outro Imã da Casa alcançou.

### Califas que viveram durante o tempo do imãSadiq
Imã Sadiq alcançou o imamado durante o ano 114 A.H. O período de seu imamado contemporâneo com o fim do governo dos omíadas e o início da dinastia abássida.
Os seguintes califas omíadas foram contemporâneos do Imã Sadiq:
1- Hisham ibn (Abd al-Malik (105-125 A.H)
2- Walld ibn Yazid ibn Abd al-Malik (125-126 A.H)
3- Yazid ibn Walld ibn Abd al-Malik (126 A.H)
4- Ibrahim ibn Walld ibn Abd al-Malik (70 dias no ano 1: A.H)
5- Marwan ibn Muhammad [famoso Himar] (126-132 A.H)
Os seguintes califas abássidas também foram contemporâneos de Imã Sadiq:
1- 'Abdullah ibn Muhammad [famoso como Saffah] (132-137 A.H)
2- Abu Jafar [famoso como Mansur Dawaniql] (137-158 A.H)

### Na era omíada
Após a morte de seu pai em 114 AH até 132 AH, Sadiq viveu na era omíada. Deste período de tempo, cerca de onze anos se passaram entre os anos 114 e 125 AH, coincidindo com o governo de Hisham bin Abdul Malik.
Quando o governo autocrático dos omíadas e seu modo de vida libertino frustraram as expectativas dos muçulmanos, especialmente após o massacre de Karbala, muitos muçulmanos conceberam a ideia de Almádi, um líder que consideravam como diretamente guiado por Deus. A isto pode acrescentar-se outra observação. A proximidade no tempo do domínio omíada com o de Maomé e os califas ortodoxos e a grande diferença entre seus respectivos modos de vida fez com que os muçulmanos observassem com choque e preocupação a vida pessoal, conduta e comportamento dos omíadas, viciados em vinho. babando e cantando meninas. Assim, com ênfase em sua impiedade e impiedade, os omíadas foram considerados usurpadores, que privaram a família do Profeta de seus direitos e infligiram injustiças incalculáveis a eles. O saque de Medina e o incêndio da Caaba também foram uma mancha negra na história da dinastia.
Essas observações dos muçulmanos os levaram a condenar os omíadas e retratar seu governo como uma época de tirania (zulm), ao mesmo tempo colocando diante dos olhos das massas uma esperança de libertação. A vitória da justiça sendo entendida como uma vitória da fé sobre a impiedade, só poderia ser alcançada por sanção divina e sob um líder inspirado por Deus. Assim, naturalmente, a maioria acreditava que esse líder, Al-Mahdi, deveria ser um homem descendente do Profeta, ou pelo menos um membro de sua família, o Ahl al-Bayt.

#### Revolta de Zaíde
O primeiro álida da linha huceínida que se levantou contra a tirania dos Omíadas foi Zaíde, o segundo filho de Zaim Alabidim. Após a morte de Zaim Alabidim, quando seu filho mais velho Albaquir, que se tornou o legítimo Imã da casa, seguiu estritamente a política tranquila de seu pai e se restringiu às reivindicações da liderança religiosa, Zaíde proclamou o princípio de estabelecer boas e proibindo o mal pela força, se necessário. esta revolta foi durante o imamado de Jafar Alçadique ou de seu pai depende de qual das várias datas para a morte deste último é tomada
Após a morte de Albaquir, Jafar manteve a política de seu pai em relação a Zaíde e seu movimento e permaneceu um espectador bastante passivo. É claro que Jafar Alçadique não desejava ser associado à revolta e, de acordo com uma série de relatos, Shaikh Mofid condenou a revolta, pois acreditava que a rebelião seria contraproducente e, em última análise, prejudicial ao verdadeira comunidade de crentes (ou seja, os xiitas).
Apesar de não acompanhar a rebelião de Zaíde, Jafar sempre respeitou seu tio e quando um grupo de xiitas Cufan foi a Medina e informou Jafar sobre as ideias e atividades de Zaíde. Mantendo sua consideração por seu tio, Jafar simplesmente disse: "Zaíde era o melhor de nós e nosso mestre."
A revolta de Zaíde ocorreu em Safar 122/dezembro de 740 e não teve sucesso. Ele próprio foi morto e muitos de seus seguidores foram massacrados. O califa Hisham então ordenou que todos os eminentes talibis se dissociassem publicamente da insurreição e condenassem seu líder. Entre eles estavam Abd Allah b. Mu'awiya e Abd Allah al-Mahdi, mas o nome de Jafar Alçadique não é mencionado em nenhum lugar. Isso mostra que Jafar deve ter se mostrado distinta e categoricamente contrário aos movimentos dos membros ativistas da família.
O filho de Zaíde, Yahya, entretanto, continuou as atividades de seu pai e conseguiu chegar ao Khurasan para ganhar a simpatia dos xiitas de Cufan, que Al-Hajjaj e outros vice-reis omíadas do Iraque haviam exilado naquela província distante. Mas em 125/743, após três anos de esforços inúteis, Yahya teve o mesmo destino de seu pai.

### Na era abássida
Antes da adesão dos abássidas ao califado em 132/750, Abū Muslim (falecido em 137/755), o líder do movimento revolucionário no Khurasan que acabou derrubando a dinastia omíada (41/661–132/750), teria escreveu uma carta a três descendentes proeminentes de ʿAlī, incluindo Jaʿfar, oferecendo-lhes o califado. Em um ato que atesta ainda mais a rejeição de Jaʿfar à atividade política, Jaʿfar teria queimado a carta. Diz-se que outra carta oferecendo o califado a Jafar foi escrita por Abū Salama (falecido em 127/744–745), o chefe do movimento de propaganda khurāsāniano (daʿwa) em Kūfa. Mais uma vez, a carta teve uma resposta negativa de Jaʿfar.
Após o fim da dinastia omíada em 132/750, os abássidas chegaram ao poder. O levante abássida que começou em 129/747, que recebeu grande apoio xiita, pelo menos enquanto o verdadeiro propósito do levante foi ocultado sob a alegação de estar agindo por 'alguém que será escolhido da família do Profeta. A vitória abássida, no entanto, provou ser uma fonte de total desilusão para os xiitas, que esperavam que um ʿAlid, em vez de um abássida, do ahl al-bayt sucedesse ao califado. Embora a 'Revolução Abássida tenha começado como uma manifestação do xiismo, ela rapidamente tomou um rumo antixiita. Uma vez no poder, os abássidas perceberam que muitos dos xiitas não os aceitariam como governantes legítimos e então se voltaram para os Ahl al-ḥadīth (os proto-sunitas) por seu apoio religioso e começaram a perseguir os xiitas.A animosidade entre os abássidas e os ʿálidas se acentuou quando, logo após sua ascensão, os abássidas começaram a perseguir muitos de seus ex-apoiadores xiitas e os ʿálidas. A decepção xiita foi ainda mais agravada quando os abássidas renunciaram a seu próprio passado xiita e se tornaram os porta-vozes espirituais do islamismo sunita. A ruptura dos abássidas com suas raízes xiitas e seus esforços para legitimar seus próprios direitos independentes ao califado foram finalmente completados pelo terceiro califa da dinastia, Maomé Almadi (158–169/775–785).

### No califado de Abu Alabas Alçafá (749-754)
Depois que o juramento de fidelidade foi feito a Abu Alabas em Rabi I ou Rabi II 132/novembro ou dezembro de 749 na mesquita de Cufa, o reinado dos abássidas começou para valer, então Abu Alabas Alçafá foi o primeiro Califa abássida. Ele ordenou a eliminação de todo o clã omíada; o único omíada digno de nota que escapou foi Abederramão, que foi para a Espanha e estabeleceu uma dinastia omíada que durou até 1031. Diz-se que durante a reunião Imã Alçadique previu o califado de Alçafá, então o de al-Mansur e sua continuação com seus descendentes. a duração de seu governo foi curta e as bases de seu governo ainda não haviam sido totalmente estabelecidas. Por esta razão, não houve muita pressão sobre as massas durante seu tempo e a família do Profeta não foi submetida a muitas dificuldades.
De acordo com Al Qurashi, a posição do Imã Alçadique durante a era de Alçafá foi acompanhada de sabedoria e conhecimento. Não o enfrentou de forma alguma em relação ao governo e à oposição. O Imã tomou a direção da distribuição de conhecimento entre os crentes. Os buscadores de conhecimento se reuniram em torno dele e estavam obtendo de seu valioso conhecimento. O Imã havia criado uma vasta consciência de conhecimento original e o tinha para a prosperidade da sociedade. O governo, por outro lado, não se posicionou negativamente em relação a essa política de conhecimento do Imã, mas estava atento a seus atos e observando as pessoas ao seu redor, porque ele era o mestre da família do Profeta na época e o chefe da intelectuálidade islâmica. O governo o via difundindo conhecimento entre o povo sem entrar em nenhuma luta política.

#### Jornada para Hira
Alçadique, durante o governo de Alçafá, mudou-se de Iatrebe para Cufa e depois ficou em Hira, que é conhecida por seu clima e natureza agradáveis. A maior possibilidade era que esse movimento não fosse resultado de pressão política ou prisão domiciliar do governo, mas poderia ser considerado como seu interesse em estar com o povo de Cufa, que era um importante centro para os seguidores do Ahl al-Bayt. Foi aí que os xiitas começaram a se espalhar pelo mundo islâmico. Além disso, o grande número de pessoas que pretendiam ir para lá em busca do conhecimento do Imã eram cidadãos de Cufa.
Assim, a cidade de Cufa prosperou com o Imã Alçadique e tornou-se um dos centros científicos significativos do Islã. A grande mesquita de Cufa envolveu cerca de novecentos grandes estudiosos, cada um gerenciando um grupo de aprendizes com as instruções islâmicas, que foram tiradas do Imã Alçadique. Muhammad ibn Maruof al-Helalee falou sobre o interesse do povo no Imã, dizendo: “Eu parti em direção a al-Heera para ver Jafar ibn Muhammad durante o governo de Alçafá, mas havia um grande número de pessoas ao seu redor. Não tive chance de conhecê-lo por causa da multidão.”

#### Sua visita ao Santuário do Imã Ali
A sepultura do Imã Ali permaneceu escondida e desconhecida durante a Dinastia Omíada. Isso aconteceu de acordo com a vontade do Imã, temendo que a sepultura fosse desenterrada pelos seguidores omíadas e por aqueles de fora da religião que estavam entre seus mais severos inimigos. Após o colapso da Dinastia Omíada, o Imã Alçadique visitou o túmulo do Imã Ali várias vezes. Ele estava localizado perto de al-Najaf. Sempre que lá ia, levava alguns dos seus companheiros para os conduzir até lá. Abã ibne Taglibe certa vez narrou: “Eu estava com Abu Abedalá Alçadique enquanto ele passava por Cufa ao meio-dia. Ele parou ali e orou ali. Então ele se moveu um pouco e orou novamente. Novamente, ele se moveu um pouco e orou no novo lugar. Ele, então, disse: 'Este é o túmulo do Líder dos Crentes.' Então eu disse: 'Ó meu mestre! E os outros dois lugares onde você orou?' Ele respondeu: 'O lugar da cabeça de al-Husayn e o lugar da plataforma de al-Qaiem, Imã al-Mahdi.'”
A notícia repetida do Imã Alçadique sobre motivar outras pessoas a visitar o santuário de seu avô. Ele disse: “Se alguém sair visitando o Líder dos Crentes, Allah não olhará para ele. Você não visita alguém a quem os anjos visitam?”

#### A morte de Alçafá
Alçafá morreu em decorrência de uma doença. Ele ficou alguns dias sofrendo com a doença e seus efeitos. Na noite de domingo, 14 de Dhil Hajja (136 A.H.) Alçafá faleceu. Ele terminou sua vida nomeando seu irmão, Mansour al-Dawaneeqi, como califa. Ele também indicou seu sobrinho, Isa ibn Mousa, como o sucessor de seu irmão.

### Califado de Abū Jaʿfar al-Manṣūr (10 June 754 – 6 October 775)
O reinado de Abū al-Abbās foi de curta duração. seu governo durou quatro anos. Após sua morte em Dhū al-Ḥijja 136/junho de 754, de acordo com seu testamento, o califado foi transferido para Abū Jaʿfar al-Manṣūr. Embora Abū al-Abbās Alçafá seja considerado o primeiro califa abássida, o verdadeiro fundador do califado ʿAbbāsid foi al-Manṣūr. Ele não apenas fortaleceu o recém-estabelecido califado suprimindo inimigos, rivais e dissidentes, como também estava ciente da importância das instituições de poder. Al-Mansur era particularmente habilidoso em eliminar seus oponentes e adversários, colocando-os uns contra os outros e aproveitando-se das ideias e iniciativas de outras pessoas, mesmo as de um inimigo.
Inicialmente, ele enfrentou uma insurreição na Síria (al-Shām) liderada por seu tio Abd Allah b. Ali que reivindicou o califado, mas al-Mansur reprimiu esta revolta com a ajuda das forças de Abu Muslim al-Khurasani. No entanto, al-Mansur não se sentia à vontade com Abu Muslim al Khurasani e seus extensos poderes. No final, al-Mansur, que considerava Abu Muslim um adversário formidável, mandou matá-lo em Shaban 137/fevereiro de 755. Ele em seguida, silenciou vários comandantes e assessores de Abu Muslim, oferecendo-lhes presentes generosos.
Al-Mansur estava muito preocupado em acumular riqueza para seu tesouro. Ele é freqüentemente chamado de 'Abu al-Dawāniq' (dawāniq, sing. dāniq, 'uma pequena moeda') em referência à sua avareza. Ele até escreveu sobre dinheiro em seu último testamento e testamento para seu filho, lembrando-o de toda a riqueza que havia adquirido e alertando-o contra o comportamento pródigo e dissoluto.

#### Torturando os alauítas
Al-Alawis estava sob alta pressão na era de al-Mansour al-Dawāniqi, que foi privado de bondade e misericórdia por não obedecer a nenhuma lei ou tradição. Ele estava seguindo seus irmãos omíadas em manter os alauítas sob pressão e crueldade, além de torturá-los. Al-Mansour é considerado o primeiro califa abássida que se separou entre os alauitas e os abássidas, que eram considerados uma única família. Além da tirania e opressão de Mansur, ele era extremamente materialista e avarento. Ele é famoso entre os califas abássidas por seu nível de mesquinhez e sua adoração ao dinheiro. Os livros de história narraram muitas histórias de seus excessos a esse respeito. Apesar disso, as pressões financeiras que ele impôs à sociedade e sua extravagância não podem ser explicadas como um simples efeito colateral de seu materialismo.
As políticas de Mansur não se limitavam apenas às dificuldades econômicas, privação financeira e fome forçada. Além de suas políticas econômicas, ele também incutiu medo nas pessoas por meio do uso de assassinatos em massa e tortura. Ele tinha carrascos profissionais em seu governo e todos os dias, um novo grupo seria vítima deles.
Durante o período de As-Saffah, os álidas em Medina, "desorganizados pela frustração de suas esperanças", ficaram quietos e os negócios permaneceram parados. Mas quando Mansur assumiu o califado em 136/753, os álidas, amargurados pela usurpação de seus direitos pela casa de Abbas, começaram a expressar suas queixas. Por outro lado, com exceção dos xiitas Bani Abbas, que consideravam As-Saffah não apenas como califa e imã, mas também como o Mahdi, as massas xiitas também estavam insatisfeitas; e essa insatisfação popular, que se manifestou mesmo durante o governo de As-Saffah, cresceu com a ascensão de Al-Mansur. Eles sentiram que o esperado Reino da Justiça não havia se materializado: uma regra do mal havia sido substituída por outra.

#### A Rebelião de Muḥammad al-Nafs al-Zakiyya em 145/762
Maomé ibne Abdallah b. al-Hasan b. al-Hasan b. ‘Ali b. Acredita-se que Abi Talib tenha nascido no ano AH 92/710–711 EC. Abdallah b. al-Hasan, seu pai, era o chefe da família Hasanid e uma figura respeitada por toda a família Hashimid. A tradição aceita é que Muhammad b. ‘Abdallah já era chamado de al-Mahdi (“O Messias”) e al-Nafs al-Zakiyya (“A Alma Pura”) durante o período omíada. Claramente, na época de sua morte, ambos os nomes estavam em uso. Em várias tradições, diz-se que Muhammad nunca deixou de se promover como candidato ao califado, mesmo durante o governo de Abu 'l-'Abbas Alçafá (r. 132/750-136/754). Ele e seu irmão Ibrahim permaneceram escondidos e não apareceram diante do califa.
Com a ascensão de Mansur, Muhammad an-Nafs az-Zakiya, que há muito cobiçava o papel de Al-Mahdi, recusou-se a fazer o juramento de lealdade a ele e iniciou sua propaganda messiânica. Isso irritou Mansur, e em 140/758 ele decidiu obrigar An-Nafs az-Zakiya e seu irmão Ibrahim a prestar-lhe homenagem. Ele ordenou a prisão de Abd Allah al-Mahd e muitos outros Alids; dos treze detidos, alguns foram cruelmente açoitados para tentar obrigá-los a revelar o esconderijo dos outros fugitivos, mas em vão. É importante notar que, embora Am-Nafs az-Zakiya tenha tentado obter apoio em muitas partes da população muçulmana, foi principalmente o povo do Hijaz, e não Cufa, que respondeu com entusiasmo ao seu apelo e, com poucas exceções, jurou lealdade a ele. Os círculos tradicionais de Medina apoiaram e defenderam sua causa de todo o coração; Malik b. Anas declarou que o juramento feito aos abássidas não era mais obrigatório, pois havia sido feito sob compulsão. Os zaiditas e mu'tazilitas de Cufa e Basra também estavam prontos para ajudá-lo. No Ramadã 145/dezembro de 762, no entanto, uma batalha feroz foi travada e resultou na derrota total dos medineses e na morte de An-Nafs az-Zakiya enquanto lutava contra o exército abássida. A experiência e a morte de An-Nafs az-Zakiya resultaram em muitas tradições, algumas delas atribuídas a Jafar Alçadique, que teria previsto o destino de An-Nafs azZakiya.
O levante abortado de An-Nafs az-Zakiya foi seguido por outro de seu irmão Ibrahim em Basra, onde ele estava reunindo apoiadores para o primeiro. Os círculos Zaídeite e Mu'tazilite de Cufa e Basra apoiaram Ibrahim em um corpo. Os juristas de Cufa - Abu Hanifa, Sufiane Atauri, Maçude ibne Cudã e muitos outros escreveram cartas a Ibrahim convidando-o para sua cidade ou o apoiaram emitindo decisões legais (fatuás) favorecendo sua causa com uma força de 15.000 homens. Exército abássida em Bacanra, que resultou na morte de Ibrahim.
Este foi o fim dos levantes álidas de qualquer consequência e das esperanças messiânicas aspiradas por eles ou neles depositadas. Alguns dos seguidores de An-Nafs az-Zakiya então encontraram uma saída para suas esperanças em certas ideias sobrenaturais. Eles o consideravam o Mahdi e se recusaram a aceitar o fato de sua morte, afirmando que apenas um demônio em forma humana havia sido morto em seu lugar, enquanto ele estava escondido em uma montanha em Najd.96 O fracasso da revolta de Ibrahim também marcou praticamente o fim do desejo dos medineses de estabelecer um califado de sua própria escolha. As esperanças há muito acalentadas pelos xiitas, especialmente as dos ativistas e extremistas, foram frustradas.
Como mencionado anteriormente, a visão aceita entre os estudiosos é que Jaʿfar al-Ṣādiq se recusou a se envolver em qualquer revolta contra os Umawīs ou os ʿAbbāsīs. Ele não ofereceu apoio à revolta de Muḥammad b. ʿAbdallāh al-Nafs al-Zakiyya. Essa visão é expressa na tradição que relata que Jaʿfar não desempenhou nenhum papel ativo na revolta e se retirou. A tradição Imāmī é mais explícita ao relatar que quando a revolta estourou, Jaʿfar al-Ṣādiq fugiu para sua propriedade em al-Furʿ. Somente depois que Muḥammad foi morto e o povo recebeu amān das autoridades, ele voltou a Medina, onde morreu em 148 H.

#### A postura de Alçadique em relação a al-Mansour
A postura do Imã Alçadique em relação ao brutal al-Mansour foi marcada pelo ódio e raiva contra ele. Ele não reconheceu seu governo como um governo autenticado, por causa do grande número de pecados e crueldade que tinha contra o povo e os alauítas. Al-Mansour tentou compreender sua bondade para com ele e tomá-lo como um de seus seguidores mais próximos. Certa vez, ele escreveu para ele: “Por que você não nos visita como o resto do povo?” O Imã deu-lhe uma resposta clara sem nunca considerar seu califado: “Não temos nada a temer e você não tem nada do outro mundo para o qual chamá-lo; você não está em uma situação abençoada para parabenizá-lo; você não vê isso como um desastre para consolá-lo. Então, por que deveríamos fazer uma visita a você?
durante o reinado de al-Mansur, Alçadique começou a ser assediado. Em várias ocasiões ele foi convocado para Cufa e mantido na prisão, e as histórias xiitas descrevem várias tentativas de al-Mansur de matá-lo.
Muhammad ibn Ya'qub al-Kulayni sugere que Alçadique não foi deixado em paz nesta época. Pois é dito que o califa al-Mansur instruiu o governador de Medina a incendiar a casa do Imã. O fogo atingiu o corredor, quando o Imã saiu e traçou uma linha diante dele, e corajosamente pisou nas chamas, exclamando: "Eu sou um dos filhos de Isma'il, eu sou um filho de Ibrahim, o Amigo de Deus, " a quem o Alcorão representa como tendo escapado do fogo em segurança (Sura 21.69). Os xiitas ortodoxos consideram isso uma fuga milagrosa para o Imã, mas outros leitores consideram que o elemento de verdade na história pode ser simplesmente que certa vez a casa do Imã pegou fogo e ele facilmente apagou as chamas antes que eles o fizessem. qualquer dano. Sobre a questão da atitude do califa al-Mansur em relação ao Imã Jafar, Ibn Khallikan relata que "al-Mansur queria seus principais homens no Iraque, mas para Jafar isso significaria deixá-lo em casa em Medina e, portanto, pediu Mansur para desculpá-lo. Mansur se recusou a fazer isso. Ele pediu então permissão para permanecer em Medina um pouco mais para resolver os assuntos de sua propriedade, mas isso também Mansur recusou. O Imã então disse ao califa: "Eu ouvi meu pai relata de seu pai, de seu avô, o Apóstolo de Deus - que Deus abençoe ele e sua família e lhes dê paz - que o homem que parte para ganhar a vida alcançará seu propósito, mas aquele que se apega à sua família irá prolongar sua vida.' Mansur perguntou: 'Verdadeiramente, você ouviu isso de seu pai e de seu avô, o Apóstolo de Deus?' O Imã disse: 'Diante de Deus, eu declaro que sim' Portanto, Mansur dispensou-o do número de pessoas que ele precisava para ir morar no Iraque, e indicou seu local de residência em Medina, e deu-lhe permissão para permanecer lá com a família dele."
No entanto, o Imã ficou apreensivo quando Mansur o chamou no momento em que Muḥammad al-Nafs al-Zakiyya foi morto. Ele orou: "Ó Deus, nivele para mim o terreno acidentado e suavize sua disposição para comigo; dê-me o bem que espero e afaste-me do mal que temo". Parece também que esta oração foi atendida, pois quando ele entrou em sua presença, o califa levantou-se para encontrá-lo e mostrou-lhe honra e favor, "e esfregou sua barba com perfume e o mandou para sua própria casa". Quando ele foi questionado mais tarde sobre sua simpatia por Muhammad ibn Abdulla, ele repetiu um versículo do Alcorão (Sura 59. 12): "Se fossem expulsos, não compartilhariam seu banimento; se fossem atacados, não ajude-os, ou se eles os ajudarem, eles certamente darão as costas: então eles permanecerão desamparados" Mansur ficou satisfeito e respondeu: "Mesmo sem esta promessa de você, é suficiente."

## imamado
O Imã Albaquir antes de sua morte nomeou seu filho mais velho, para o próximo imamado. Assim, ele ditou que seu filho, Imã Abu Abedalá Alçadique, seria o próximo Imã e autoridade referencial da nação muçulmana após sua morte. Ele pediu ao Shiah que o obedecesse e seguisse seus comandos. As tradições sobre esta nomeação foram relatadas ininterruptamente por vários repórteres, como o seguinte: Husham ibn Salim relatou o seguinte do jurisprudente mestre, Jabir ibn Yazid al-Jafi: “Quando Abu Jafar foi questionado sobre o próximo a assumir o imamado, ele tocou Abu Abedalá pela mão e disse: 'Juro por Alá, este é o próximo da Casa de Muhammad a seguir o imamado.'”
Quando Albaquir morreu, Jafar tinha trinta e sete ou trinta e quatro anos e estava destinado a viver por um período de pelo menos vinte e oito anos como o chefe do Shi'a seguindo a linha mais antiga dos Imãs huceínida - um período mais longo do que qualquer outro Imã da Casa alcançado.
O imamado de Jafar Alçadique viu o período mais crucial da história islâmica, tanto na esfera política quanto na doutrinária. Coincidiu com muitos eventos que marcaram época, movimentos violentos, os resultados naturais de várias atividades ocultas e tentativas revolucionárias e, acima de tudo, a atitude conciliadora entre o Ahl al-Hadith e os Muri'ites em seus esforços para padronizar um corpus de doutrina para a síntese da comunidade muçulmana, ou Jama'a. A própria existência dessa situação multifacetada e complexa facilitou a ascensão do imamado de Jafar a uma proeminência não alcançada anteriormente pelos imamados de seu pai e avô.
tendo em vista esse cenário político-religioso dos eventos, podemos examinar melhor o ressurgimento do imamado legitimista da linha huceínida sob a liderança de Jafar Alçadique, e o papel desempenhado por ele em meio a essas circunstâncias.
Por uma análise de tudo o que foi exposto acima, um ponto principal e fundamental é certo. Todos os requerentes sucessivos da casa álida basearam suas reivindicações no princípio de que eles eram os Imãs legítimos devido às suas virtudes e circunstâncias de nascimento, e que o imamado e o califado não podem ser separados: portanto, é exclusivamente seu direito legitimista também como seu dever religioso retirar o califado dos usurpadores, sejam eles omíadas ou abássidas. Em outras palavras, eles achavam que a função do Imã legítimo era dirigir a administração califal, que deveria estabelecer o estado de justiça e igualdade, e assim é necessário que um Imã seja um califa.
O colapso completo e a derrota das reivindicações álidas ao imamado exigiram uma nova interpretação e elucidação de todo o conceito do imamado. Foi neste ponto que o Imã Jafar Alçadique surgiu com sua interpretação abrangente da função do imamado. Ele diferia categoricamente da visão até então dominante de que um Imã também deveria ser um califa, e apresentou a ideia de dividir o imamado e o califado em duas instituições separadas até que Deus fizesse um Imã vitorioso. Este Imã, que deve ser um descendente do Profeta através de Ali e Fátima, obtém sua autoridade exclusiva, não por reivindicações políticas, mas por Nass, isto é, designação explícita do Imã anterior, e ele herda o conhecimento especial da religião descendo em a família de geração em geração. Assim, a esfera e domínio deste Imã é principalmente a liderança religiosa e a orientação espiritual da comunidade, não o poder temporal.
A doutrina do imamado e a função do Imã elaborada por Jafar nesta fase forneceram uma autoridade básica para os teólogos e teóricos posteriores dos Doze para explicar e resolver muitos problemas do período pré-Jafar. Isso foi feito aplicando a teoria de Jafar sobre o imamado às ações dos Imãs da Casa que vieram antes dele, por exemplo, a aceitação dos três primeiros califas por Ali, a abdicação de Hasan, a atitude inativa de Husayn e o silêncio políticas de Zaim Alabidim e Muhammad Albaquir. Todas essas questões foram resolvidas de acordo com a explicação de Jafar de que não é necessário para um Imã legítimo combinar o poder temporal em sua pessoa ou mesmo reivindicar a autoridade política - o califado, se as circunstâncias não o permitirem. Por outro lado, pode-se dizer também que a teoria de Jafar sobre o imamado era de fato um corolário natural da história e experiência passadas de sua família.

### Sucessão
A primeira grande crise de liderança na comunidade imami ocorreu após a morte de Jafar Alçadique, quando seus seguidores se dividiram sobre a questão da sucessão. Jafar explicou que o imamado é legado de pai para filho, mas não necessariamente para o filho mais velho, pois "como Davi selecionou Salomão entre sua descendência", assim um Imã designa como seu sucessor o filho que considera realmente digno do cargo. Assim, Jafar poderia anular a nomeação de seu filho mais velho, Ismail, que morreu antes dele, rejeitar a candidatura de seu filho seguinte, Abd Allah, e nomear o terceiro, Musa al-Kazim.
Com a morte do Imã Jaʿfar Alçadique em 148/765, a sua sucessão foi disputada e simultaneamente reivindicada por três dos seus filhos, ʿAbd Allah al-Aftah, Musa al-Kazim e Muhammad al-Dibaj. os primeiros ismaelitas, que reconheceram o imamado do segundo filho de Alçadique, Ismail, o herdeiro original designado do falecido imã, ou o filho deste último, Muhammad b. Ismael. De qualquer forma, os imãs xiitas unificados da época de Alçadique agora se dividem em seis grupos concorrentes.
Um pequeno grupo negou a morte de Alçadique e esperou seu retorno como o Mahdi. Esses guerrilheiros eram chamados de Nawusiyya, em homenagem a seu líder, um certo ʿAbd Allah b. al-Nawus. Outro pequeno grupo reconheceu Muhammad b. Jaʿfar, conhecido como al-Dibaj, o irmão mais novo de Musa b. Jaʿfar, e eles ficaram conhecidos como Shumaytiyya (ou Sumaytiyya), em homenagem a seu líder, Yahya b. Abi'l-Shumayt (al-Sumayt). Em 200/815–816, Muhammad al-Dibaj se revoltou sem sucesso contra o califa abássida al-Maʾmun (r. 198–218/813–833), e morreu logo depois em 203/818.
Outros dois grupos, como veremos, reconheceram Ismaʿil b. Jaʿfar como seu Mahdi ou, alternativamente, rastreou seu imamado até o filho de Ismaʿil, Muhammad. No entanto, a maioria dos partidários do imamado de Alçadique agora reconhecia seu filho mais velho, ʿAbd Allah al-Aftah, o irmão pleno de Ismaʿil, como seu novo imã depois de Alçadique. Seus adeptos, conhecidos como Aftahiyya ou Fathiyya, citaram um hadith do Imã Alçadique no sentido de que o imamado deve ser transmitido através do filho mais velho do imã anterior. De qualquer forma, quando Abd Allah morreu cerca de setenta dias depois de seu pai, em 149/766, sem deixar um filho, muitos de seus seguidores passaram para seu meio-irmão mais novo, Musa, mais tarde chamado de al-Kazim, que já tinha um imã. seguindo de sua autoria. Os imami xiitas que continuaram a reconhecer Abd Allah como o legítimo imã antes de Musa constituíram uma importante seita imami em Cufa, onde se concentrava a maioria dos imami xiitas, até o final do século IV/X.
Musa al-Kazim, mais tarde contado como o sétimo imã dos Doze, que excluiu ʿAbd Allah al-Aftah da lista de seus imãs, logo recebeu a lealdade da maioria dos imami xiitas, incluindo os mais renomados estudiosos de todo o mundo. A comitiva de Sadiq, como Hisham b. al-Hakam e Muʾmin al-Taq, que apoiaram Musa desde o início. Imã Musa al-Kazim fortaleceu e desenvolveu ainda mais a organização rudimentar de seu grupo imami, nomeando agentes (wukala; singular, wakil) para supervisionar seus seguidores em várias locálidades.

### Ghulat
Os ghulat foram os primeiros grupos xiitas radicais conhecidos por suas crenças exageradas sobre Deus, Ali ibn Abi Talib (falecido em 661) e outros imãs xiitas. O ghulat acreditava que Ali era um ser sobre-humano com poderes milagrosos. O termo ghali (pl. ghulat) foi usado depreciativamente pelos principais muçulmanos para se referir aos defensores dessas crenças. Tais doutrinas foram consideradas heréticas pelos sunitas e, posteriormente, pelas autoridades xiitas moderadas, que consideram Deus um e não encarnado em seres humanos. Quando essas doutrinas extremistas sobre Ali se espalharam para áreas recém-islamizadas como Iraque, Irã, Anatólia e Ásia Central durante o século VIII, elas foram misturadas com crenças pré-islâmicas e cristãs, como reencarnação, ressurreição e a Trindade Cristã (Deus, Jesus e o Espírito Santo). Surgiram várias seitas que aplicaram tais visões à veneração de Ali e dos 12 imãs, muitas das quais sobrevivem até hoje, como os Alawis (Nusayris) na Síria, o Ahl-i Haqq (Povo da Verdade Divina) no Irã, os alevitas na Turquia e os Shabak no norte do Iraque. Embora alguns crentes dentro desses grupos possam igualar Ali a Deus, é mais comum para eles colocar Ali em uma trindade espiritual junto com Alá e Maomé ou ver Ali como uma manifestação de Deus. Essas seitas foram influenciadas pelo sufismo em suas crenças e práticas rituais, e a maioria exige que os membros passem por uma cerimônia de iniciação.

#### Imã Alçadique e Ghulat
A primeira coisa que deve ser observada a esse respeito é que enquanto Albaquir e Jafar Alçadique viviam em Medina, a maioria de seus seguidores vivia em Cufa. Este fato nos leva a um problema crucial. Cufa há muito tem sido um centro de especulações e atividades ghulat. Se Abd Allah b. Saba', a quem a história do ghulat é traçada, era uma personálidade real ou não, o nome As-Saba'iya é freqüentemente usado para descrever o ghulat em Cufa que acreditava no caráter sobrenatural de Ali. De acordo com os heresiógrafos, Ibn Saba' foi o primeiro a pregar a doutrina de waqf (recusa em reconhecer a morte de Ali) e o primeiro a condenar os dois primeiros califas além de 'Uthman. Baghdadi diz que As Saba'iya consistia principalmente dos antigos Saba'iyans da Arábia do Sul, que sobreviveram a todas as vicissitudes até a época de Mukhtar e formaram o núcleo de seus "adoradores de cadeira".
Se Jafar Alçadique tentou fazer qualquer modificação doutrinária no que os xiitas pensavam naquela época, provavelmente foi na esfera da crença nos Imãs como encarnações da Divindade que ele exerceu seus esforços. Tanto o fato de que ele expulsou Abu'l-Khattab, que fez essa afirmação sobre ele, de seus partidários, quanto o fato de que essa crença particular, característica do ghulat, parece ter morrido entre os xiitas nas gerações seguintes -Sadiq (para que não esteja na lista de crenças xiitas compilada por al-Khayyat e al-Ash'ari no século III/9-10) indicam que esta pode ter sido uma área em que Alçadique e talvez seu filho Mūsā al-Kazim tenha exercido sua influência e conseguido que essa doutrina fosse posta de lado por seus seguidores. De fato, é provável que a própria denominação ghulat seja posterior a Alçadique. Pois antes dessa época, a crença na descendência e encarnação da Divindade estava na corrente principal da especulação ideológica, mas a partir da época de Alçadique essa crença particular foi gradualmente classificada como extrema e, portanto, rotulada como ghuluww, um rótulo que foi então aplicado retrospectivamente. às gerações anteriores porque, é claro, ninguém admitiria que naquelas gerações anteriores tal crença fosse bem aceita e dominante.
nesta época, grupo muito ativo em Cufa, ocupado em promover a causa de Alçadique. Os mais importantes entre eles eram pessoas como Jabir b. Yazid al-Ju'fi, Abu Hamza ath-Thumali e Mu'adh b. Farra an-Nahwi. Fazendo apenas visitas ocasionais aos Imãs em Medina e desfrutando de sua confiança, eles cortaram suas relações com o ghulat de Cufa. E é um fato que ghuluw foi repetidamente condenado por Albaquir, Jafar e os sucessivos Imãs da linha huceínida.

### Abordagem política de Jafar Alçadique
De acordo com Syed Ali Khamenei imã Sadiq era o homem de luta e esgrima; o homem de ciência e conhecimento e o homem de organização e estabelecimento. Mas todos vocês já ouviram muito sobre ele ser o homem da ciência e do conhecimento; A montagem das lições do imã Sadiq e o campo educacional que ele carregava eram incomparáveis na história da vida dos imãs xiitas antes ou depois dele. Todas as observações e palavras corretas do Islã e as doutrinas e conceitos puros do Alcorão que foram distorcidos por pessoas egoístas, espoliadores ou ignorantes, o imã Sadiq expressou todos eles da maneira correta e isso fez com que o inimigo se sentisse ameaçado por ele. imã Sadiq estava ocupado em uma luta extensa e gradual; luta para apreender e apreender o governo e o poder, e continuar sendo o governo islâmico e Alavi, ou seja, imã Sadiq estava abrindo caminho para eliminar e erradicar Bani Umayyad e, em vez deles, continuar o poder do governo Alavi, que é o governo islâmico justo . Este é um ponto claro na vida do imã Sadiq para alguém que prestou atenção e estudou bem.
imã Sadiq era o homem da organização. imã Sadiq criou uma organização de crentes para Ele e devotos do movimento do governo Alavi em todo o mundo islâmico, indo do mais distante de Khorasan e Transoxiana ao norte da África. É quando o imã Sadiq pretende revelar o que as pessoas devem saber, dizem Seus representantes em todos os horizontes do mundo islâmico para seu conhecimento. ou seja, eles coletam de todos os lugares os fundos e orçamentos para administrar a grande luta política da família de Ali (All-e-Ali), ou seja, seus delegados e representantes devem estar presentes em todas as cidades para que os seguidores do imã Sadiq os consultem e perguntem Sua Excelência sobre seu dever religioso e também dever político. O dever político é o mesmo que o dever religioso em ser de cumprimento obrigatório.
Ele lutou contra Bani Umayyad por dez anos e outro longo período contra Bani Abbas. Embora Sua vitória sobre Bani Umayyad tenha se tornado garantida e certa, Bani Abbas apareceu como fluxo obstrutivo e oportunista e agarrou o status, depois disso imã Sadiq lutou contra Bani Umayyad e Bani Abbas.
é mencionado que o imã Sadiq em Meca no Dia de Arafa anunciou explicitamente (francamente) e formalmente entre os peregrinos de todo o mundo islâmico; da África, Oriente Médio, Hijaz, Iraque, Irã daqueles dias, Khorasan, Afeganistão daqueles dias, Turquistão Oriental, que "Ó povo! O governante legal e correto não é nenhum corpo exceto Jafar bin Muhammad e não Abi Ja' longe Al-Mansoor." ele então acrescentou: “O próprio Profeta era imã, ou seja, Ele era o líder e guia da sociedade Depois Dele, Ali ibn Abi Talib, depois Hassan, depois Hussein, depois Ali bin al-Hussein, depois Muhammad bin Ali e então eu sou.”

## Morte
O imã Jafar Alçadique morreu no décimo ano do reinado do Califa Mansur, 148 A H (765 DC) Nesta data de sua morte as autoridades estão de acordo. Ele usava um anel de sinete com a inscrição: "Deus é meu mestre e minha defesa de sua criação". Ele viveu até os sessenta e quatro ou sessenta e cinco anos de idade. No entanto, conta-se a história de que, por ordem do califa, ele recebeu uvas envenenadas e morreu. Assim, ele se tornou um mártir, morrendo a morte apropriada para um imã, pois com exceção de Ali e Husain e do Mahdi, todo o resto do Diz-se que doze Imãs foram mortos por envenenamento, o que é consistente, não com qualquer lei de probabilidade, mas com as tradições aceitas de que nenhum dos Imãs deveria morrer de morte natural.
De acordo com o relato de Tabatabaei no livro Shia in Islam, ao ouvir a notícia da morte do imã, Mansur escreveu ao governador de Medina instruindo-o a ir à casa do imã sob o pretexto de expressar suas condolências à família, para pedir o testamento e o testamento do imã e lê-lo. Quem foi escolhido pelo imã como seu herdeiro e sucessor deve ser decapitado no local. Claro, o objetivo de Mansur era acabar com toda a questão do imamado e das aspirações xiitas. Quando o governador de Medina, seguindo ordens, leu o último testamento, viu que o imã havia escolhido quatro pessoas em vez de uma para administrar seu último testamento e testamento: o próprio califa, o governador de Medina, 'Abdallah Aftah, o filho mais velho de imã, e Musa, seu filho mais novo. Desta forma, a trama de Mansur falhou.

### Enterro e túmulo

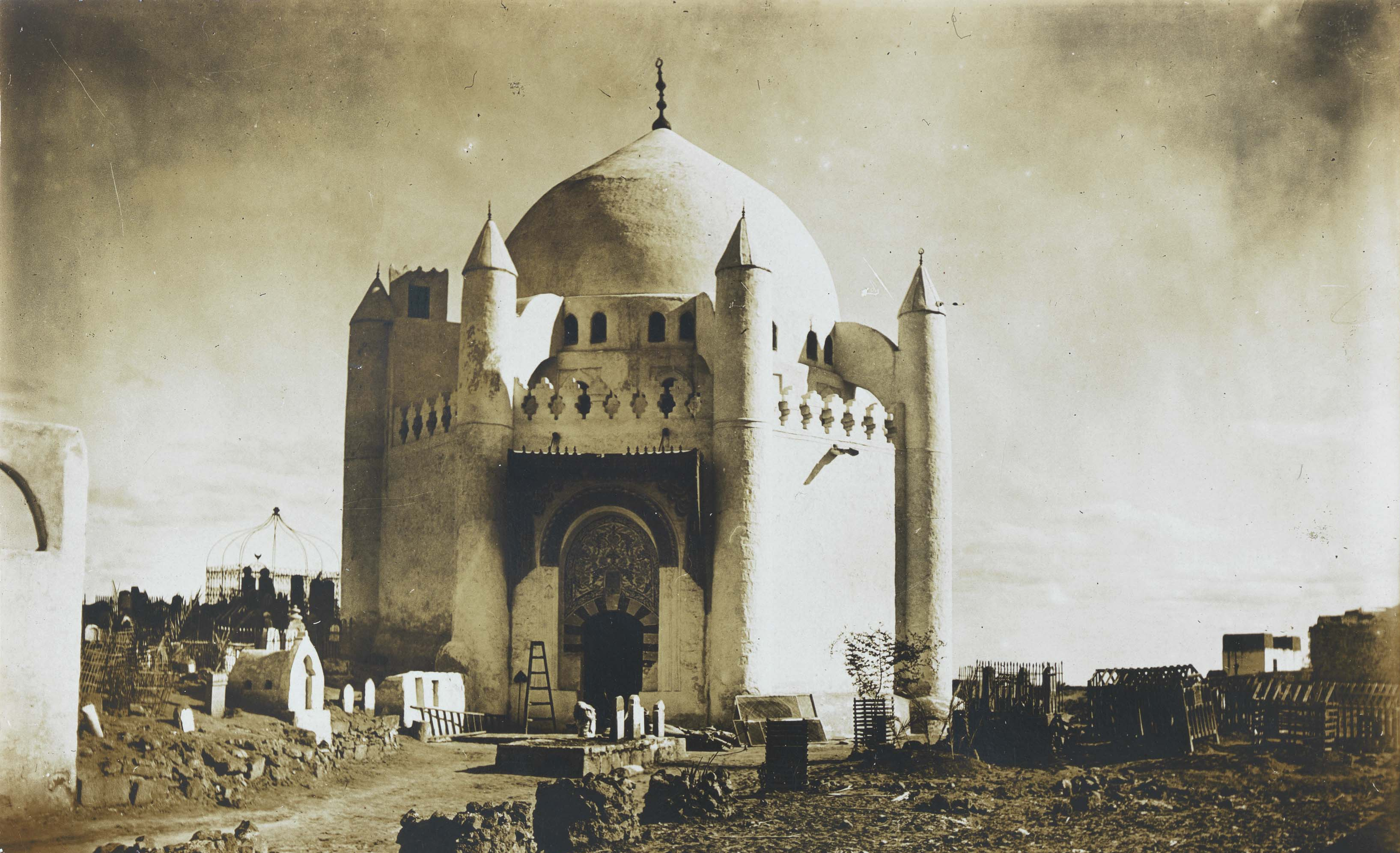
A tumba histórica de al-Baqi foi destruída em 1926. Jafar Alçadique é um dos quatro imãs xiitas enterrados ali.

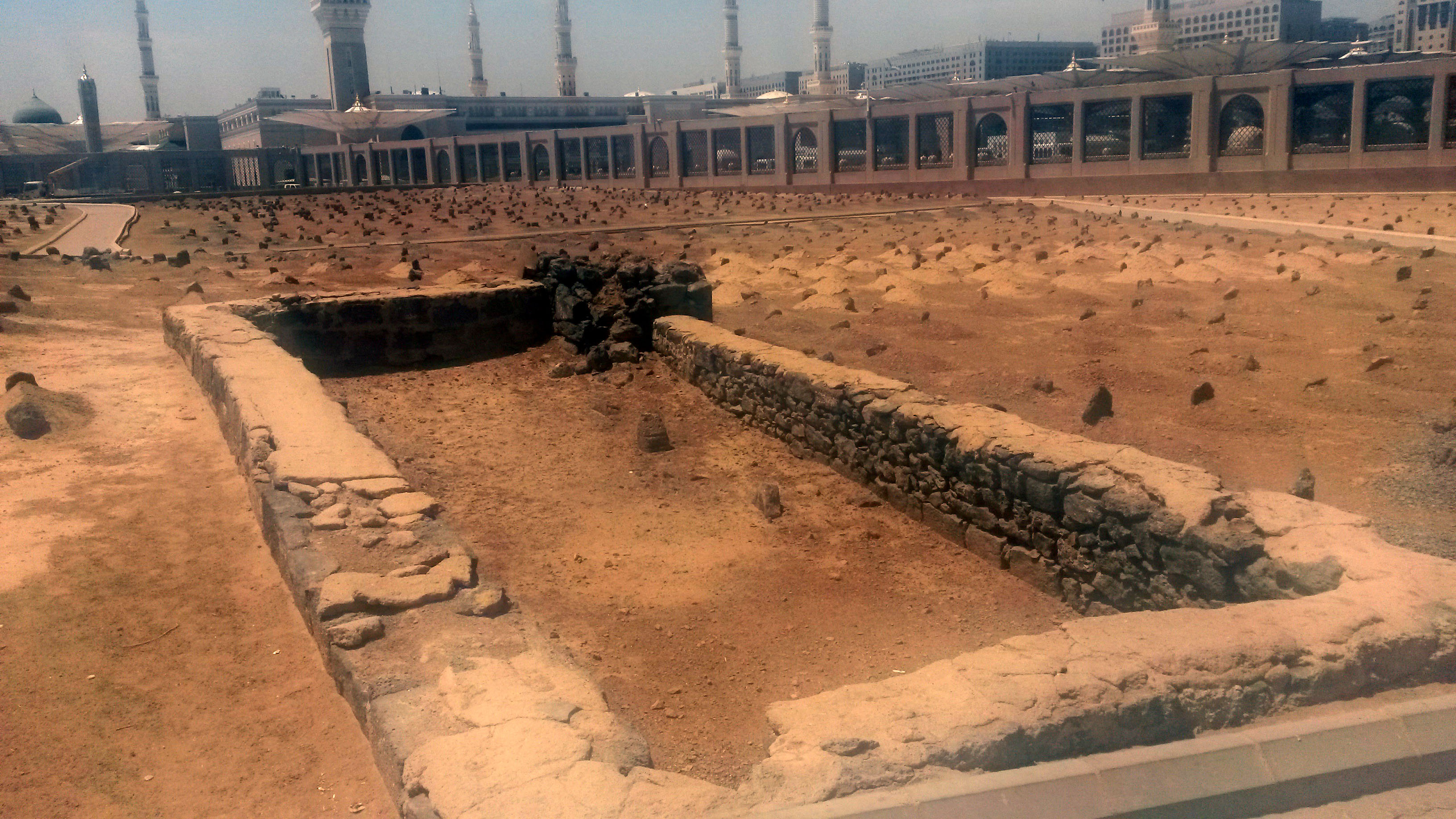
Cemitério Baqi após a destruição por Wahhabis

imã Mousa al-Kadhim, continuou preparando o cadáver de seu pai, Ele lavou seu corpo e o envolveu com dois panos egípcios que ele usou para realizar seu Hajj, além de uma camisa e um turbante, que eram de seu avô, imã Zayn al-Abidin. Então ele o cobriu com um pano que comprou. Depois de preparar seu corpo, imã al-Kadhim realizou a oração da morte enquanto centenas de crentes estavam lá. Seu corpo foi carregado com alta glorificação enquanto as pessoas choravam severamente e ao mesmo tempo falavam sobre as enormes capacidades científicas do imã, que abrangiam vários campos científicos. O imã Jafar foi enterrado no Cemitério al-Baqi em Medina, no mesmo local com seu pai e seu avô. Durante séculos, houve uma laje de mármore sobre seu túmulo e nela está escrito.
"Em nome de Deus Misericordioso e Compassivo, Louvado seja Deus que sustenta as nações, e que dá vida aos ossos mortos! Aqui está o túmulo de Fátima, filha do Apóstolo de Deus, e Rainha das mulheres do mundo, Aqui também está o túmulo de Hasan ibn Ali ibn Abu Talib, Aqui também está o túmulo de Ali ibn al-Husain, Aqui também está o túmulo de Muhammad ibn Ali, Aqui também está o túmulo de Jafar ibn Muhammad, maio Deus abençoe a todos"
seu túmulo foi objeto de peregrinação até 1926. Foi então que os wahhabis, sob a liderança de Ibn Saud, o rei fundador da Arábia Saudita, conquistaram Medina pela segunda vez e arrasaram todas as tumbas, exceto a do profeta islâmico.

## Família
A primeira esposa do imã Sadiq foi Fátima, que era descendente de Hasan Ibn Ali. com quem teve dois filhos chamados Ismail bin Jafar - o sexto imã da seita Ismaili - Abdullah Aftah - o primeiro imã dos Xiitas Fatahiya - e uma filha chamada Umm Farwa. Sua segunda esposa foi Hamida, que era uma escrava de Berber e deu à luz mais três filhos de Alçadique: Musa al-Kazim (o sétimo imã do Doze), Muhammad al-Dibaj e Ishaq al-Mu'tamin. Hamidah Khatun é conhecida por seu conhecimento e piedade. Ela foi chamada de Hamidah, a Pura. imã Jafar Alçadique costumava enviar as mulheres para aprender os princípios da religião com ela e costumava dizer que “Hamidah é puro de toda impureza como o lingote de ouro puro”. Os outros filhos de Sadiq foram Yahya (Ali), Abbas, Asma e Fátima, que tiveram outras mães. De acordo com Shaykh Mufid em kitab al-Irshad e Donaldson na religião xiita, Sadiq teve um total de dez filhos, sete dos quais eram filhos de Fátima e Hamida, e o restante eram filhos de outras mães.

## Aparência e características morais

### Aparência
Ibn Shahrashoub em seu livro Manaqib Al Abi-Talib mencionou que imã Alçadique era de estatura normal, rosto rosado, cabelos pretos, cabelos ondulados, nariz alto, meio careca (da frente da cabeça) , e de pele macia. Ele tinha uma toupeira preta no rosto e tinha outras toupeiras no corpo. Mohammad-Baqir Majlesi narrou que seu rosto e corpo eram brancos, seu nariz era um tanto torto e seu cabelo era preto.

### características morais
Malik ibn Anas disse: Por algum tempo, tive a honra de visitar Jafar bin Muhammad. Ele era bem-humorado com um sorriso gentil no rosto. Durante o tempo em que eu ia e voltava de sua casa, não o via em nenhum estado além de três: orava, jejuava ou recitava o Alcorão. Ele nunca narrou um ditado do Sagrado Profeta sem ter feito wudhu. Ele não pronunciou uma palavra que não era necessária. Ele era do tipo de estudiosos piedosos cujo temor a Deus envolveu todo o seu ser. Nunca houve uma vez que fui vê-lo e ele não colocou seu travesseiro e encosto para mim. Malik ibn Anas indicou: “Nenhum olho jamais viu, nenhum ouvido jamais ouviu e nenhum coração jamais notou alguém maior do que Jafar ibn Muhammad Alçadique em seu conhecimento, ciências, orações e devoção.”

#### Doações em segredo
A doação secreta é uma das tarefas mais marcantes que alguém pode fazer. É favorecido por Allah Todo-Poderoso porque representa uma tarefa pura com a qual nenhum objetivo mundano pode ser misturado. Em vista disso, os Imãs costumavam encorajar as pessoas a praticá-lo e a tomá-lo como estilo de vida. imã Alçadique, assim como os outros imãs, costumava ajudar os pobres nas noites escuras carregando pacotes em seu ombro contendo pão, carne e dinheiro. Ninguém poderia entender até que o imã falecesse. Só então eles entenderam que era imã Alçadique quem costumava levar comida e outras coisas para eles, porque com sua morte, esse costume foi interrompido. Ismail ibn Jabir disse: “Jafar Alçadique me deu cinquenta dinares em um pacote e me disse para entregá-lo a um hachemita sem deixá-lo saber sobre a origem dessa doação. Eu dei aquele pacote para aquela pessoa e ele perguntou sobre a origem do pacote. Eu o informei que era de alguém que não queria que você o conhecesse. Ele respondeu: 'Esta pessoa tem me enviado tanto dinheiro, ajudando-me a continuar minha vida, enquanto eu nunca recebi nada de Jafar!'”

#### Hospitálidade
Outro exemplo da generosidade do imã era seu interesse pelos convidados que costumava homenagear e receber com hospitálidade. É narrado que imã Alçadique costumava receber e servir seus convidados pessoalmente. Ele costumava servi-los com a melhor e mais deliciosa comida, dizendo: “Quem nos ama mais comerá mais aqui”. Todos os dias, ele ordenava a seus servos que cozinhassem dez sacos de comida, cada um alimentando dez pessoas.

#### Paciência
Uma das características marcantes do imã era sua grande paciência em tempos difíceis. Como exemplo de sua paciência, podemos citar a morte de seu filho Ismail, que foi uma figura marcante em polidez, conhecimento e bondade. Nessa época, convidou alguns amigos e providenciou a melhor refeição. Depois, alguns de seus companheiros fizeram a seguinte pergunta: “Nosso mestre! Por que não podemos ver o sinal de tristeza em seu rosto por causa de seu filho?” Ele respondeu: “Eu não sou nada além do que você está olhando.” Há uma declaração feita pelo mais honesto, que é seu avô, o Profeta, dizendo: “Meus companheiros! Eu morrerei tão bem quanto você.

#### Sua adoração
Malik ibn Anas disse: "Eu não o vi em nenhum estado além de três: ele orou, ou estava jejuando, ou estava recitando o Alcorão."A oração é uma das obrigações mais importantes no Islã, e o imã Alçadique elogiou esse tipo de adoração em muitos de seus discursos, como segue: “Nada, além do conhecimento, torna um servo mais próximo de Allah do que orar”. Abu Basri narrou o seguinte: “Visitei Umm Hamidah para expressar minha solidariedade. Ela chorou e eu chorei por seu choro. Então ela disse: Abu Muhammad! Se você estivesse olhando para Abu Abedalá Alçadique quando ele estava perto da morte, você ficaria surpreso. Ele abriu os olhos e disse: 'Reúna todos aqueles com quem há parentes entre nós.' Então ela acrescentou que eles chamaram todos os parentes e não deixaram ninguém. Ele então olhou para eles e disse: ‘Nossa intercessão não será para aqueles que menosprezam a oração. Ele observou o jejum a maior parte dos dias de sua vida para se aproximar de Allah Todo-Poderoso. imã Alçadique realizou o ritual Hajj várias vezes e encontrou um grande número de muçulmanos nele. Ele era o professor e guia para eles nas questões do Hajj. O imã e seu pai fizeram o possível para ensinar as instruções do Hajj, das quais os narradores e jurisprudentes receberam suas instruções.

## As atividades científicas de Jafar Alçadique
Durante o imamado de Jafar Alçadique, maiores possibilidades e clima mais favorável existiram para ele propagar ensinamentos religiosos. Isso aconteceu como resultado de revoltas em terras islâmicas, especialmente o levante para derrubar o califado omíada e as guerras sangrentas que finalmente levaram à queda e extinção dos omíadas. O imã aproveitou a ocasião para propagar as ciências religiosas até o final de seu imamado, que foi contemporâneo do fim dos omíadas e início dos califados abássidas. Da mesma forma, Jafar foi lembrado como o fundador homônimo da Jafari Legal School of the Shia. Os xiitas consideram Jafar um dos principais imãs, mas ele foi citado como uma autoridade em muitas vertentes diferentes do aprendizado e da tradição islâmica. Ele foi lembrado como um professor mestre de hadith entre sunitas e xiitas.
Ele instruiu muitos estudiosos em diferentes campos das ciências intelectuais e transmitidas, como Zararah, Muhammad ibn Muslim, Mu'min Taq, Hisham ibn Hakam, Abã ibne Taglibe, Hixame ibne Salim, Huraiz, Hixame Calbi Nassabá e Jabir ibne Haiane, o Alquimista. Mesmo alguns estudiosos sunitas importantes, como Sufyan Thawri, Abu Hanifah, o fundador da escola de direito Hanafi, Qadi Sukuni, Qadi Abu'l-Bakhtari e outros, tiveram a honra de ser seus alunos. Ele foi lembrado como um professor mestre de hadith entre sunitas e xiitas. Diz-se que suas aulas e sessões de instrução produziram quatro mil estudiosos de hadith e outras ciências. O número de tradições preservadas do quinto e sexto Imãs é maior do que todos os hadiths que foram registrados do Profeta e dos outros dez Imãs juntos.
Os sufis o incluíram em suas genealogias de autoridade espiritual, e um comentário antigo do Alcorão com conotações místicas foi atribuído a ele. De fato, a autoridade válidadora de Alçadique foi buscada não apenas no xiismo dos Doze e na tradição mística sufi, mas também por uma ampla gama de outros movimentos intelectuais. Assim, ele é creditado com um grande número de escritos. Além do hadith e da lei, ele também foi considerado uma autoridade nos campos da teologia, gramática árabe, alquimia, adivinhação, ciências esotéricas ou ocultas árabes antigas e medicina.
Al-Shahrastani Shahristan disse sobre ele: "Seu conhecimento era grande em religião e cultura, ele era totalmente informado em filosofia, ele alcançou grande piedade no mundo e se absteve inteiramente de luxúrias Ele viveu em Medina por tempo suficiente para lucrar muito a seita que o seguiu e dar a seus amigos a vantagem das ciências ocultas."

### Direito e Jurisprudência
imã Alçadique estabeleceu uma metodologia excelente, independente, completa e abrangente para seus seguidores, que lidava com jurisprudência avançada que combinava bem com todas as épocas. Ele os tornou independentes de outras seitas islâmicas ou escolas de pensamento. Como a Jurisprudência Shia é chamada de "Jurisprudência Jafari" e todos os pesquisadores concordaram com este ponto, que o imã Sadiq tinha o mais difundido e abrangente -ou um dos- domínio científico e jurisprudencial de seu tempo. O Dr. Abederramão al-Badawi fez a seguinte declaração: “imã Alçadique foi o mesmo que organizou os xiitas e originou a entidade jurisprudencial, tornando-a assim uma das jurisprudências islâmicas mais marcantes. Ele o enriqueceu do ponto de vista intelectual e aprofundou seu foco para o bem de Allah e para o benefício da humanidade”. Abu Hanifa, o fundador de uma importante escola de direito sunita, relatou o seguinte incidente: “Nunca vi ninguém com mais conhecimento em jurisprudência do que Jafar ibn Muhammad.” Abu Hanifa também teria dito: “Sem Jafar ibn Muhammad, as pessoas não teriam conhecimento das leis do Hajj”.
Em questões legais, o corpus das declarações de Jafar Alçadique formam a principal fonte de jurisprudência imami. Ele é apresentado como alguém que denuncia o raciocínio jurídico de seus contemporâneos. A jurisprudência jafari, como a jurisprudência sunita, é baseada no Alcorão, hadith e consenso. A diferença entre esses dois pontos de vista está no maior peso que os xiitas dão à razão e, ao contrário dos sunitas, usam uma espécie de analogia (qiyas) na jurisprudência. A opinião pessoal (raʾy), o raciocínio jurídico pessoal (ijtehād) e o raciocínio analógico (qiyas) são totalmente condenados como tentativas humanas de impor conformidade, regularidade e previsibilidade à Sharia de Deus. Jafar Alçadique, nessas declarações, argumenta que a lei de Deus é ocasional e imprevisível, e que o dever dos servos não é embarcar no raciocínio pessoal para descobrir a lei, mas submeter-se à inescrutável vontade de Deus revelada por o imã. Esta posição é vista mais obviamente nas várias trocas entre Jafar Alçadique e Abu Hanifa, que deu nome à escola Hanafi da lei islâmica. Ele é registrado como tendo empregado raciocínio analógico em seus julgamentos legais, e Jafar Alçadique é bem conhecido como alguém que rejeitou essa abordagem. Em uma troca, Jafar perguntou a Abu Hanifa se é verdade que ele usa qiyas. Abu Hanifa confirma isso, ao que Jafarr Alçadique responde: “Não use qiyas, pois o primeiro a usar qiyas foi o próprio Diabo”. Em outra troca, Abu Hanifa perguntou a Jafar Alçadique sobre o casamento temporário (motʿa) e recebeu a resposta de que isso é o que se refere no versículo do Alcorão “Pelo que você desfrutou deles, dê-lhes o que lhes é devido como um dever” (4:24). Abu Hanifa responde “Por Deus, eu nunca li este versículo”.

### Abordagem da crença teológica
Tradicionalmente, 'Ali ibn Abi Talib, o primo e genro do Profeta, é creditado por ter estabelecido a ciência de kalam, e seu Nahj al-balåghah (Caminho da Eloquência) contém as primeiras provas racionais entre os muçulmanos da unidade de Deus, seguindo o rastro do Alcorão e do hadith. Já no primeiro século islâmico, a comunidade primitiva foi confrontada com problemas e questões como a relação entre fé e obras, quem é salvo, a natureza do Alcorão e a legitimidade da autoridade política, todos os quais se cristalizaram mais tarde na estrutura e preocupações de kalam. Além disso, os debates travados na Síria e no Iraque entre muçulmanos e seguidores de outras religiões – especialmente cristãos, mazdaístas e maniqueístas, todos os quais desenvolveram argumentos filosóficos e teológicos para a defesa dos princípios de sua fé – fizeram com que os muçulmanos procurassem desenvolver um edifício racional próprio para a proteção e defesa do Islã. Essa resposta à teologia de outras religiões é particularmente verdadeira para o caso do cristianismo, cuja teologia desafiou diretamente a jovem fé do Islã a construir seu próprio edifício teológico.
A era de Sadiq pode ser referida como a era da formação e formulação da teologia. Havia um grupo entre os seguidores de Jafar, ocupado nas questões intelectuais ou dialéticas da época, nos moldes dos Mu'tazila. É indicativo da liderança de Jafar que ele reuniu em torno de si os homens que podiam se posicionar com notável vigor entre os estudiosos muçulmanos que especulavam sobre os problemas filosóficos da época. Este grupo dos primeiros teólogos especulativos xiitas, a serem discutidos agora, que forneceram o elemento intelectual ao imamado de Jafar, destacam-se dos extremistas xiitas mesmo nas apresentações hostis de alguns dos heresiógrafos. Ash'ari tem muito interesse neles e os distingue claramente dos extremistas ou semi-extremistas entre os seguidores de Jafar. Também pode ser notado aqui de passagem que um estudo minucioso das obras heriográficas, como as de Ash'ari e Baghdadi, nos permite discernir as correntes cruzadas e a mistura de ideias entre as escolas de pensamento xiitas e sunitas em seus estágios evolutivos. No entanto, o apego desse grupo ao imã marcou um grande avanço no desenvolvimento do xiismo por si só. Esses teólogos especulativos do círculo de Jafar foram mais tarde considerados como a elite do Shi'i mutakallimun, embora antes da ciência de kalam se tornar um ramo definitivo do aprendizado, os primeiros Shi'i mutakallimun, que formaram a espinha dorsal do futuro Doze Shi'a, eram teólogos especulativos, tradicionalistas e juristas, todos ao mesmo tempo.

#### O lugar da razão (aql) na visão de Alçadique
Outra contribuição significativa da escola de Alçadique para a lei islâmica geral foi que, como os tradicionalistas, Alçadique e seus seguidores 'desaprovavam o raciocínio por analogia (giyas) e a opinião pessoal (ra'y), que se tornaram parte integrante da tradição viva das antigas escolas. Isso não deve nos levar a supor que Alçadique criticava o uso de 'aql ou intelecto. Pelo contrário, suas tradições revelam que 'aql é a faculdade totalmente suprema pela qual Deus é adorado e por meio da qual o conhecimento do bem e do mal é adquirido; esse conhecimento, por sua vez, ensina as pessoas, entre outras coisas, como lutar contra as tendências de sua própria natureza inferior, a fim de purificar o eu? O que Albaquir era contra era o raciocínio dialético e a opinião pessoal meramente especulativa e caprichosa, baseada em nenhuma fonte autorizada. Em sua opinião, esses métodos não apenas eram inaceitáveis, mas aqueles que sucumbiam a eles estavam realmente desencaminhando a comunidade.
De acordo com Alçadique, 'Aql é o local de exame de consciência e auto-escrutínio. É a faculdade primária sobre a qual gira o resultado salvador dos assuntos humanos. Por meio de 'aql, o paraíso é alcançado. Ele funciona como o 'guia' e 'apoio' ou 'supervisor' do homem em sua vida religiosa interior, às vezes retratado ao mesmo tempo como o Caminho, a Meta e o Guia. 'Aql é divinamente criado.
Aql fornece conhecimento salvador de benefício final (naf) para o esforço humano (ijtihad). A prática do conhecimento beneficia a si mesmo e aos outros; sem ele, o ilm pode ser prejudicial. Aql como Insight e Entendimento é simultaneamente o guia, o caminho e a meta do aspirante, além e acima de trabalhos externos assíduos que brotam da fé cega ou do literalismo zeloso.
Em outros materiais atribuídos a Alçadique, aql está alinhado com o espírito (ruh) na sinergia das energias divina e humana, como na noção de 'apoio divino Este reforço do 'aql humano facilita o acesso a uma faculdade superior de 'mente iluminada A "consciência" em um processo de cooperação com a inteligência divina A purificação da cognição de uma pessoa traz consigo uma pêntada de faculdades perceptivas superiores.
De acordo com Karim Douglas Crow, o emprego muçulmano antigo mais rico e significativo de 'aql para conotar "nous" - não interpretado como 'razão' ou 'inteligência' (logiki & dianoia; ratio), mas sim com um sentido cultivado pela espirituálidade monástica em grego e siríaco, bem como no misticismo helenístico oriental, a saber, 'hind' ou 'consciência consciente' [= 'pretensão cognitiva'] parece ser o de Jafar Alçadique.

### Abordagem interpretativa do Alcorão
Esta seção trata do papel de Alçadique dentro da exegese Twelver Shii, sunita e sufi, uma vez que é dentro dessas tradições que ele teria sido mais influente.

### Alçadique e Twelver tafsir (exegese)
O papel de Alçadique na exegese Twelver Shii deve ser visto dentro do contexto do papel dos imãs como intérpretes do Alcorão. Um princípio fundamental da exegese de Twelver é que, depois do Profeta, essencialmente apenas sua progênie e sucessores, ou seja, os Imãs, possuíam o conhecimento e a autoridade necessários para elucidar o significado do Alcorão. Existem inúmeras tradições nesse sentido. Por exemplo, Alçadique é citado como tendo dito “entre o conhecimento que nos foi dado está a exegese (Tafsır) do Alcorão e seus regulamentos (aḥkām)”; “nós somos as pessoas de uma família (ahl Bayt) entre as quais Deus continua a enviar alguém que conhece Seu Livro do começo ao fim”; e “por Deus, temos conhecimento de todo o Livro”. Os imãs não são apenas capazes de interpretar o significado externo ou exotérico do Alcorão (o zahir), mas também seu significado interno ou esotérico (o batin).
As declarações de autoridade dos Imãs sobre o significado do Alcorão foram preservadas na forma de hadith que os exegetas citaram em suas interpretações. Para os doze, Alçadique e, em menor grau, seu pai, Muhammad Albaquir, são os intérpretes do Alcorão por excelência e a grande maioria das tradições exegéticas dos doze xiitas são atribuídas aos primeiros. A magnitude da suposta contribuição de Alçadique para a exegese de Twelver pode ser melhor vista em dois extensos comentários do Alcorão nos quais são coletadas muitas tradições xiitas anteriores. Estes são al-Burhān fī tafsīr al-Qurʾān de Hāshim b. Sulaymān al-Baḥrānī (falecido em 1107/1696 ou 1109/1698) e Nūr al-thaqalāyn por ʿAbd ʿAlī b. Jumuʿa al-Ḥuwayzī (m. 1112/1700). Cada um contém cerca de 14.000 tradições sobre a autoridade do Profeta e dos Imãs, quase metade das quais são atribuídas a Alçadique.
Esses hadiths incluem uma ampla gama de tópicos. Para tomar o Tafsır de al-Qummī como exemplo, neste Alçadique fala sobre a natureza da fé (īmān) e da descrença (kufr); os profetas anteriores; eventos durante a vida do Profeta Muhammad, incluindo sua miʿrāj (ascensão pelos céus); o Dia da Ressurreição; questões legais como usura (ribā) e casamento temporário (mutʿa); a natureza dos anjos; prática ritual; fidelidade (walāya) aos Imãs; e os atributos essenciais dos Imãs, incluindo seu conhecimento esotérico, seu direito divino à soberania e sua pré-existência antes da criação. Esses tópicos são frequentemente contrastados deliberadamente com os significados literais dos versos, revelando assim seu significado esotérico (bāṭin).

#### Alçadique e exegese sunita
Alçadique desempenha um papel menor dentro da tradição exegética sunita não-mística dominante. Enquanto os tafsir xiitas citam as tradições dos imãs, e de Alçadique em particular, os comentários sunitas geralmente não o fazem. Em vez disso, eles normalmente confiam nas tradições da autoridade do Profeta, dos Companheiros do Profeta (ṣaḥāba) e da geração seguinte aos Companheiros, conhecidos como os Seguidores (tābiʿūn). Assim, para mencionar alguns tafsir sunitas bem conhecidos, Alçadique é muito raramente citado naquele de Muqātil b. Sulaymān (falecido em 150/767), ele não aparece no Tafsır de ʿAbd al-Razzāq al-Ṣanʿānī (falecido em 211/826) e no de Aḥmad b. Shuʿayb al-Nasāʾī (m. 303/915), e ele aparece apenas uma vez em Muḥammad b. Jarīr al-Ṭābarī (falecido em 310/923) celebrou Jāmiʿ al-bayān ʿan taʾwīl al-Quran. Isso apesar do fato de que os sunitas posteriores geralmente respeitam Alçadique como um transmissor de hadith e o consideram “confiável”. Excepcionalmente, Alçadique aparece como um transmissor de cerca de 40 tradições no sunita Ahmad b. Muhammad al-Thaʿlabī (falecido em 427/1035)

#### Alçadique e exegese Sufi
A situação é muito diferente dentro da tradição sunita sufi ou mística, onde Alçadique ocupa uma posição central. Diz-se que ele “revelou (por tanzīl) os símbolos ocultos (rumūz) do Alcorão e revelou (por taʾwīl) os mistérios de seus aspectos esotéricos”. No entanto, a principal influência de Alçadique dentro da tradição mística sufi está no campo dos comentários esotéricos sobre o Alcorão. O comentário sufi mais conhecido e influente sobre o Alcorão atribuído a Alçadique é uma coleção independente de tradições exegéticas citadas por Abū ʿAbd al-Raḥmān al-Sulamī (falecido em 330/942) em seu Ḥaqāʾiq al-tafsīr, o segundo mais antigo Sufi tafsīr após Sahl al-Tustarī (falecido em 283/896) Tafsīr al-Qurʾān al-ʿaẓīm. Al-Sulamī também escreveu um apêndice ao Ḥaqāʾiq chamado Ziyādāt al- ḥaqāʾiq, que foi editado criticamente em árabe por Gerhard Böwering e contém 200 tradições de Alçadique muito semelhantes em estilo às encontradas no trabalho anterior. A própria exegese consiste em 309 tradições que tratam de cerca de 281 versos de 76 suras, tornando Alçadique uma das fontes mais citadas no Ḥaqāʾiq.

### Abordagem Hadith
Quando os estudiosos imami descrevem o início de sua tradição literária (hadith), eles apontam para dois gêneros iniciais a partir dos quais ela se desenvolveu. As primeiras são obras dos próprios lmams, como os célebres Nahj al balagha e al Sahifa al-sajadiyya, atribuídos respectivamente a Ali b. Abi Talib e Ali Zayn al-Abidin, e vários escritos atribuídos a Jafarr Alçadique e Ali al-Rida. O segundo gênero consiste em coleções de hadith imami apropriadamente conhecidas como usul. (sing. asl 'fonte')
Um asl é uma coleção de um tipo particular: em contraste com outras coleções de hadith, consiste exclusivamente em declarações de um lmam que são escritas pela primeira vez. Em alguns casos, o autor de um asl relata a tradição que ele próprio ouviu diretamente do imã, em outros ele conta com a autoridade de um estudioso de hadith que transmite o que ouviu o imã dizer. Todos os autores usul viveram durante o período dos Imãs. Diz-se que a maioria foi discípulo de Jafar Alçadique, embora a compilação de usul tenha continuado por várias gerações após sua morte.
al-Shaykh al-Mufid (m. 413/1022) citou como declarando: “Desde o tempo de Ali até o de al-Hasan al-Askari, os imami compuseram quatrocentos livros chamados usul”, composto por 400 discípulos dos lmãs. De acordo com al-Muhaqqiq al-Hilli (falecido em 676/1277), no entanto, o número 400 refere-se apenas ao Usul compilado por 400 discípulos de Jafar Alçadique; o número total era maior. Por seu lado, Ibn Shahrashub (falecido em 588/1192) fala de mais de 700 usul escritos pelos discípulos dos imãs. Ahmad b. Diz-se que Muhammad Ibn Uqdah (falecido em 333/944-5), em seu trabalho sobre os discípulos de Jafar Alçadique (Kitab alrijal wa huwa kitab man rawa an Jafarr b. Muhammad), listou 4.000 nomes.
Jafar Alçadique é a figura mais importante relacionada com a propagação de um corpus especificamente xiita de hadith (tradições) compreendendo normas religiosas-legais, declarações doutrinárias e teologia. De fato, a autoridade válidadora de Alçadique foi buscada não apenas no xiismo dos Doze e na tradição mística sufi, mas também por uma ampla gama de outros movimentos intelectuais.
No entanto, a demanda parece ter produzido a oferta e relata-se, por exemplo, que Abān b. Taghlib (falecido em 141/758) relatou 30.000 tradições de Alçadique; que Maomé ibne Muslim al-Thaqafī (m. 150/767-8) recebeu 16.000 tradições dele quando visitou Alçadique em Medina; e que havia 900 homens na mesquita de Cufa, todos relatando tradições de Alçadique.
Os xiitas consideram Jafar um dos principais imãs, mas ele foi citado como uma autoridade em muitas vertentes diferentes do aprendizado e da tradição islâmica. Ele foi lembrado como um professor mestre de hadith entre sunitas e xiitas. Ele era famoso por ser um transmissor de hadith em ambos os ramos da comunidade muçulmana, e vários estudiosos muçulmanos proeminentes teriam estudado com ele, incluindo Abu Hanifa (falecido em 767) e Malik ibn Anas (falecido em 795). Estes foram os fundadores homônimos das Escolas Jurídicas Sunitas Hanafi e Maliki.

### Outras ciências
O gênio versátil do imã Jafar Alçadique em todos os ramos do conhecimento foi aclamado em todo o mundo islâmico, o que atraiu estudantes de lugares distantes para ele até que a força de seus discípulos chegasse a quatro mil. Seus discípulos compilaram centenas de livros sobre vários ramos da ciência e das artes. Além de fiqh (jurisprudência islâmica), hadith (tradição) e tafsir (exegese do Alcorão), Alçadique também transmitiu matemática, medicina, astronomia, física e química a alguns de seus discípulos. Jabir ibn Hayyan at-Tusi, um famoso estudioso da matemática, foi um dos discípulos do imã que se beneficiou do conhecimento e orientação do imã e foi capaz de escrever quatrocentos livros sobre diferentes assuntos. É uma verdade histórica inegável que todos os grandes estudiosos do Islã devem seu aprendizado à própria presença do Ahlu'l-bayt, que foi a fonte de conhecimento e aprendizado para todos.
imã Jafar Alçadique não era apenas um líder religioso, mas um cientista, um filósofo e um homem de letras. Ele costumava ensinar teologia, filosofia, ciência e literatura. Ele foi o primeiro estudioso do mundo a separar ciência e filosofia. Ninguém antes dele prestou atenção ao ponto importante de que são dois assuntos diferentes. Ele comentou, enquanto apontava a diferença entre os dois que chocou muitos filósofos. Eles podem ser divididos em duas partes. A primeira parte dizia o seguinte: “Ciência e filosofia são dois assuntos diferentes. A ciência nos dá resultados definidos e exatos, mesmo que sejam pequenos e insignificantes. Mas a filosofia não serve a nenhum propósito prático e não dá resultados úteis”. A segunda parte dizia o seguinte: “No entanto, está além do escopo da ciência descobrir a verdade última; mas está dentro do domínio da filosofia fazer isso.” Como o imã era um líder religioso, ele já conhecia a verdade através da religião e não queria encontrá-la através da filosofia. No entanto, era sua firme convicção de que a filosofia resolveria muitos problemas. Ele estava, portanto, mais interessado em filosofia do que em ciência porque ajudava a reconhecer o Criador.
imã Jafar Alçadique não era médico de profissão, mas introduziu e formulou métodos de diagnóstico e tratamento no campo da medicina. Alçadique prestou muita atenção à medicina e estabeleceu uma escola especial para ela. Foi a primeira escola estabelecida no Islã na Arábia Saudita, embora não houvesse atenção à medicina e tratamento médico naquela época. Ele dava palestras sobre essa ciência, da qual muitos se valeram, como médicos, pesquisadores e pacientes durante o terceiro e quarto século árabe. Dentro de suas palestras, podemos citar aquela relacionada à reativação da corrente sanguínea quando ocorre um ataque cardíaco súbito ou quando o coração para temporariamente e quando o sinal de morte encobriu um paciente. Isso pode ser resolvido cortando a veia entre os dedos da mão esquerda, pois isso resulta no retorno do sinal de vida ao paciente. O médico indiano, Ibn Bohla, testou este método e obteve um tremendo sucesso. Alguns dos estudiosos anteriores coletaram muitas de suas palavras (dos Imãs) sobre esta ciência e as chamaram de "a Medicina dos Imãs" (Tib al-A'imma). al- Majlisi, relatou muitas coisas do livro em seu livro 'Bihar al-Anwar'. Além disso, al-Hur al-Amili relatou coisas dele em seu livro 'al-Wasâil al-Shia, as tradições que foram mencionadas no Tawhid al-Mufaddal sobre as vantagens das drogas e conhecimento de Alçadique nos membros do corpo indicam que Alçadique tinha conhecimento em medicina. Além disso, seus debates também indicam isso. O imã disse que embora todos os seres humanos fossem feitos da terra, o que era um fato conhecido, ele também disse que tudo o que está na terra também está no corpo humano, mas todos os elementos não estão na mesma proporção. Quatro elementos estão em grande quantidade, oito elementos em pequenas quantidades e oito elementos em quantidades mínimas. Esta teoria provou ser correta até o século XVIII com a dissecação do corpo humano. Os resultados dessas análises mostram que a proporção dos principais elementos nos corpos humanos é a mesma em todo o mundo, como disse o imã Jafar Alçadique. Os quatro elementos que estão em grandes quantidades no corpo humano são: Oxigênio, Carbono, Hidrogênio e Nitrogênio. Os oito elementos que estão em pequenas quantidades são: Magnésio, Sódio, Potássio, Cálcio, Fósforo, Enxofre, Ferro e Cloro. Os outros oito elementos que estão em quantidades muito pequenas são: molibdênio, cobalto, manganês, cobre, zinco, flúor, silício e iodo.

#### Teoria da Luz das Estrelas
imã Jafar Alçadique disse que entre os aglomerados de estrelas que vemos à noite, alguns são tão brilhantes que nosso sol, em comparação, é bastante insignificante. Por causa do conhecimento limitado do homem, muitas pessoas durante o tempo do imã e séculos depois dele, consideraram esta teoria ilógica, irracional e inaceitável. Eles não podiam acreditar que essas pequenas partículas de luz chamadas estrelas pudessem ter mais luz do que a luz do nosso grande sol brilhante. Cerca de doze séculos e meio depois, ficou provado que o que ele disse estava correto. Foi descoberto que existem estrelas no universo, que são bilhões de vezes mais brilhantes que o sol. Eles são chamados de quasares. A luz dos quasares é cerca de quatrilhões de vezes (dez mil bilhões de vezes) a luz do nosso sol. Alguns deles estão a uma distância de cerca de 9.000 milhões de anos-luz da Terra. O primeiro desses quasares foi descoberto em 1927. Outra teoria importante é que existem muitos mundos além do nosso, que não podemos nem contá-los. Seu número é apenas no conhecimento de Allah. Assim como temos seres vivos neste planeta, existem seres vivos em muitos outros planetas do universo onde as condições são adequadas.

#### Teoria da matéria e antimatéria
Uma das teorias únicas do imã Jafar Alçadique é que tudo, exceto Allah, tem seus opostos, mas isso não resulta em um conflito, caso contrário, todo o universo seria destruído. Esta é a teoria da matéria e antimatéria. A diferença entre matéria e antimatéria é que na matéria os elétrons são carregados negativamente e os prótons são carregados positivamente. Mas na antimatéria, os elétrons são carregados positivamente e os prótons são carregados negativamente. Os cientistas concluíram que, se um quilo de matéria colidir com um quilo de antimatéria, será liberada tanta energia que o mundo inteiro será destruído.

#### Teoria dos Quatro Elementos
Ele comentou: “Eu me pergunto como um homem como Aristóteles poderia dizer que no mundo existem apenas quatro elementos – Terra, Água, Fogo e Ar. A Terra não é um elemento. Ele contém muitos elementos. Cada metal, que está na terra, é um elemento. imã Jafar Alçadique provou que Água, Ar e Fogo também não eram elementos, mas uma mistura de elementos. Isso ele disse 1.100 anos antes de os cientistas europeus descobrirem que o ar não era um elemento e havia separado seus constituintes.
Ele disse que existem muitos elementos no ar e que todos eles são essenciais para a respiração. Foi somente no século XVIII, considerado a idade de ouro da ciência, depois que Lavoisier separou o oxigênio do ar e demonstrou o importante papel que desempenha na respiração e na combustão que eles aceitaram que não é um elemento. No entanto, mesmo assim, eles eram da opinião de que outros elementos não desempenham um papel na respiração. Em meados do século XIX, os cientistas mudaram suas opiniões sobre o papel desempenhado por outros elementos na respiração. Naquela época, também foi comprovado que, embora o oxigênio purifique o sangue, ele também queima os materiais combustíveis que entram em contato com ele. Se os seres vivos respirassem oxigênio puro por muito tempo, seus órgãos respiratórios seriam oxidados. O oxigênio não os danifica porque se mistura com outros gases. Portanto, eles concluíram que a presença de outros gases que estão em quantidades ínfimas no ar também é essencial para a respiração.
Além disso, sendo o oxigênio o mais pesado de todos os outros gases no ar, ele teria se depositado no fundo e coberto a superfície da Terra até uma certa profundidade. Como resultado, os órgãos respiratórios de todos os animais teriam sido queimados e a vida animal teria sido extinta. Além disso, cortaria o suprimento de dióxido de carbono, de que as plantas tanto precisam, e impossibilitaria seu crescimento na superfície da Terra. A presença de outros gases no ar não permite que o oxigênio se deposite no fundo e destrua a vida animal e vegetal. Finalmente, depois de mais de 1000 anos, a teoria de Jafar Alçadique de que a presença de todos os gases no ar é essencial para a respiração provou ser correta. Ele foi a primeira pessoa a descobrir que o oxigênio produz acidez.

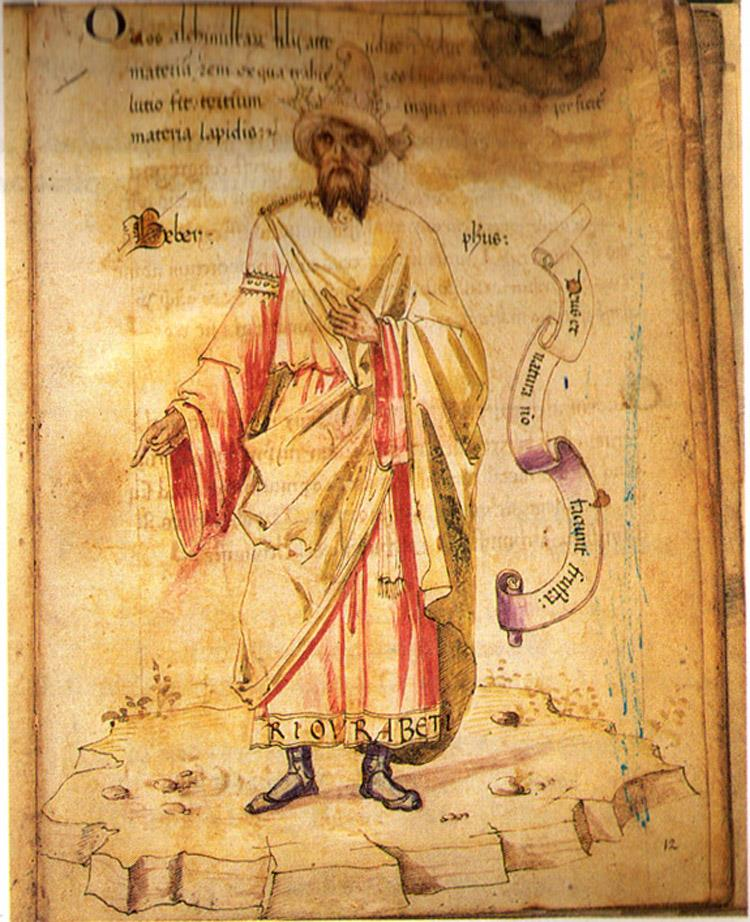
O alquimista Jabir ibn Hayyan, de um retrato europeu do século XV.

## Companheiros e alunos
imã Sadiq, em vista da grande oportunidade que surgiu devido à situação política, e em vista da grande necessidade pública e da prontidão social para tal movimento, continuou a grande tradição de conhecimento de seu pai, imã Baqir. Criou uma grande universidade e formou alunos nos diversos campos das ciências intelectuais e narrativas.
Al-Hafiz Aboul-Abbas ibn Uqdah al-Hamadani al-Koufi escreveu um livro mencionando os nomes daqueles que narraram as tradições do imã Alçadique. Ele mencionou o nome de quatro mil narradores. Mohaqqiq al-Hilli disse em seu livro, al-Mutabar: “Na época dele - essa é a época do imã Alçadique - um grande número de ciências foi distribuído que deixou as mentes maravilhadas. Cerca de quatro mil pessoas estavam narrando dele.” Dr. Mahmoud al-Khalidi disse: “O número de narradores de confiança de seus companheiros - que são os companheiros do imã Alçadique - chegou a quatro mil homens."
Os alunos do imã Sadiq vieram de vários lugares do mundo islâmico, incluindo: Cufa, Basra, Wasit, Hijaz e outros lugares. Eles também incluíam indivíduos de várias tribos, como: Banu Assad, Makhariq, Tayy, Salim, Ghatfan, Azd, Khuza£ah, Khathcam, Makhzum, BanI Dabbah e Quraysh (em particular BanI Harith ibn Abd al-Muttalib e os Banu al-Hasan). O movimento científico foi muito expandido em Cufah, que era a capital do Iraque na época. A maioria absoluta dos alunos do imã era de Cufah.
Os alunos que estudaram com o imã Sadiq não se limitaram apenas aos da fé xiita - os seguidores da Ahl al-Sunnah também estavam entre aqueles que desfrutaram dos frutos de seu conhecimento. Líderes sunitas famosos, diretamente ou através de intermediários, são considerados estudantes bem conhecidos do imã. De acordo com Ibn Hajar Asqalani, Shubah, Sufyan ThawrI, Sufya ibn Uynah, Malik, Ibn Jarih, Abu Hanifa, Pasrawi Musa, Wahib ibn Khalid, Qatan, Abu Asim e outros estavam entre os alunos do imã Sadiq.
Muitos dos alunos do imã eram profissionais em vários campos. Por exemplo, Husham ibn al-Hakam, Husham ibn Salim, Mumin al-Taq, Muhammad ibn Abdullah al-Tayyar, Qays al-Mahir e outros grandes estudiosos foram profissionais em filosofia, teologia escolástica e questões de imamado. Zarah ibn Ayun, Muhammad ibn Muslim, Jamil ibn Darraj, Burayd ibn Muawiyah, Ishaq ibn Ammar, Ubaydullah al-Halabi, Abu Basir, Aban ibn Taghlub, al-Fadl ibn Yasar, Abu Hanifah, Malik ibn Anas, Muhammad ibn Hasan al- Shaybani, Sufyan ibn Uyaynah, Yahya ibn Said, Sufyan al-Thawri e outros jurisprudentes e narradores semelhantes eram profissionais em jurisprudência, princípios, interpretação do Alcorão e no restante das ciências religiosas. Em relação à profissão de químico, Jabir ibn Hayyan al-Koufi é o orgulho do árabe oriental e dos cientistas árabes mais conhecidos, como disse Fundick. Sobre a profissão de filosofia da existência e os segredos das criaturas, al-Mufaddhal ibn Umar foi quem o imã Alçadique escreveu para ele, seu famoso livro chamado “O Monoteísmo de al-Mufaddhal”. Além das fortes provas que demonstram a existência de um Criador Todo-Poderoso, continha descrições sobre as tarefas de diferentes órgãos, circulação sanguínea, vírus que causam doenças e a anatomia do corpo humano de uma forma que ninguém jamais poderia encontrar antes.

## Obras
Obras e ensinamentos atribuídos a Jafar Alçadique se enquadram em várias categorias. Primeiro, há uma extensa lista de obras atribuídas (tanto existentes quanto resumidas ou citadas por escritores posteriores), incluindo obras de exegese do Alcorão, as chamadas “ciências ocultas” (interpretação de sonhos, adivinhação por outros meios e hemerologia), teologia , e reflexões sobre a lei islâmica (fiqh). Em segundo lugar, há um grande número de relatos orais atribuídos a ele. Muitos deles podem ser encontrados em coleções de Hadiths imami entre tradições de outros imãs que constituem declarações legais e teológicas. Há também alguns relatos de seus pontos de vista encontrados em coleções de Hadith não-imami (incluindo relatórios proféticos em coleções sunitas, transmitidos por Jafar Alçadique, bem como seus próprios pontos de vista jurídicos). Em terceiro lugar, há obras de (ou atribuídas a) seus seguidores que afirmam representar as opiniões de Jafar Alçadique ou ter escrito a obra sob as ordens de Jafar Alçadique. Em outros, Jafar Alçadique é retratado ditando uma obra a um seguidor. Finalmente, há descrições de suas visões encontradas em fontes hagiográficas e heresiográficas. Nem sempre é fácil avaliar a confiabilidade e autenticidade de qualquer uma dessas fontes, mesmo que possam ser identificadas como confiáveis (ou mesmo como resumos confiáveis de seus pontos de vista).

### obras de exegese do Alcorão
Na doutrina xiita do conhecimento do imã, o imã é o 'Alcorão falante' (Alcorão natiq), enquanto o Alcorão é o 'imã silencioso' (imã samit). Ou seja, o imã é considerado o verdadeiro intérprete do Livro. Existem numerosos comentários da exegese do Alcorão atribuídos a Jafar. Estes são citados em vários livros de estudos xiitas, incluindo os comentários de Muhammad al-Ayyashi (falecido em 320/932) e Ali al-Qummi (falecido em 350/961). Além das obras xiitas, uma coleção sufi dos comentários exegéticos de Jafar pode ser encontrada no compêndio de comentários corânicos compilado por Muhammad al-Sulami (falecido em 412/1021).

#### O Tafsir al-Nuʿmānī
consiste em uma sequência de tradições, geralmente sem cadeias de transmissão (isnāds), atribuídas a Alçadique, que por sua vez as atribui a Ali, que dizem tê-las ouvido do Profeta. Ele não segue o padrão usual dos comentários do Alcorão, fornecendo uma exegese de todo o Alcorão versículo por versículo, mas assume a forma de uma introdução a um comentário que trata dos vários tipos de versículos do Alcorão, como gerais e específicos versos (al-ʿāmm wa-l-khāṣṣ), versos revogados e revogados (alnāsikh wa-l-mansūkh), versos que tratam de destino e predestinação (al-qada wa-l-qadar), versos de Meca e Medina, a refutação de Deus de ateus, adoradores de ídolos e cristãos, versos que refutam aqueles que negam que o céu e o inferno já foram criados, partes dos versos que aparecem em diferentes suras, e versos que fornecem informações sobre os profetas. Após esta breve introdução a esses vários tipos, há um comentário sobre mais de 500 versículos, divididos nas categorias descritas anteriormente.

#### Khawāṣṣ al-Quran al-Azim/Manāfiʿ suwar al-Quran
Alçadique também é creditado como autor do Khawāṣṣ al-Quran al-ʿaẓīm (“Propriedades salutares do Alcorão Sagrado”), cujas cópias são mantidas na biblioteca Ẓāhiriyya em Damasco e na Königliche Bibliothek em Berlim (Die Handschriften-Verzeichnisse der Königlichen Bibliothek zu Berlin. Este é o mesmo que o ManāƦƪʿ suwar alQuran (“BeneƧƬts of the versos of the Quran”) também atribuído a Alçadique, e que é listado por Fuat Sezgin como um trabalho separado (Fuat Sezgin, Geschichte des Arabischen De fato, um manuscrito do Khawāṣṣ al-Quran, mantido na biblioteca Ẓāhiriyya, termina “isso conclui o ManāƦƪʿ suwar al-Quran al-ʿaẓīm”. ʿAlī Mūsā al-Kaʿbī e foi publicado sob o título Manāfiʿ al-Quran al-ʿaẓīm al-mansūb ilā l-Imām Jaʿfar b. Muhammad Alçadique. É uma obra sobre amuletos e talismãs que detalha as propriedades curativas e os efeitos benéficos de recitar ou escrever cada uma das 114 suras do Alcorão. Alçadique afirma, por exemplo, que quem recitar Sūrat al-Fātiḥa a cada hora será perdoado por todos os seus pecados; quem escreve Sūrat al-Baqara e o anexa a si mesmo será aliviado de todas as suas dores; e quem escreve Sūrat al-Aʿrāf com água de rosas e açafrão e o anexa a si mesmo estará protegido contra animais predadores.

#### Mukhtaṣar mashāriq al-anwār wa-maṭālīʿ al-asrār
Seja qual for o caso, outra obra atribuída a al-Ṣādiq e aparentemente tratando do mesmo assunto geral é o Mukhtaṣar mashāriq al-anwār wa-maṭālīʿ al-asrār (“Os orientes resumidos de luzes e escadas de segredos”), um manuscrito do qual também é realizada na Königliche Bibliothek em Berlim. O catálogo da biblioteca declara que o manuscrito começa “Sobre a autoridade de Jafar Alçadique. Ele disse que quem recita o Fātiḥa quarenta vezes sobre um copo de água e borrifa a água sobre um rosto febril…”. Algumas tradições sobre as propriedades protetoras do Alcorão atribuídas a Alçadique também foram registradas nas primeiras obras xiitas, incluindo al-Amān min akhṭāral-asfār wa-l-azmān (Proteção contra os perigos de viagens e tempos) pelo renomado estudioso Ibn Ṭāwūs (m. 663/1266). Estes são da mesma importância geral que os encontrados no Manāfi.

#### Kitab al-jafr
Dentro do campo da exegese do Alcorão, também pode ser feita menção a uma famosa obra atribuída a al-Ṣādiq chamada Kitāb al-jafr. A respeito disso, o historiador sunita Ibn Khaldun (falecido em 808/1406) observou que foi transmitido de Alçadique e escrito por Hārūn b. Saʿīd al-ʿIjlī (fl. segundo/oitavo século) Além de previsões sobre dinastias e a família do Profeta, Kitab al-jafr também continha “Declarações notáveis sobre a interpretação do Alcorão e sobre seu significado interno. [As declarações nele] foram transmitidas sob a autoridade de Jafar Alçadique. O livro não veio por meio de transmissão contínua e não é conhecido como um livro como tal. Apenas observações perdidas, desacompanhadas de qualquer prova [de sua autenticidade], são conhecidas dele. Se a atribuição a Jafar Alçadique estivesse correta, a obra teria a excelente autoridade do próprio Jafar ou de pessoas de sua família que desfrutaram de atos da graça divina.

#### Tafsīr al-Imām al-Ṣādiq
Em seu al-Dharīʿa, Ᾱghā Buzurg al-Ṭihrānī menciona um comentário místico do Alcorão atribuído a al-Ṣādiq chamado Tafsīr al-Imām Jaʿfar b. Muḥammad al-Ṣādiq. No entanto, ele observa que não encontrou nenhuma referência a este tafsīr nas obras xiitas e que muito provavelmente é um comentário escrito por alguns dos companheiros de al-Ṣādiq e relatado pelos Imãs (al-Ṭihrānī, 4:196). Em outro lugar, Fuat Sezgin refere-se ao mesmo trabalho, mas sob o título Tafsīr al-Qurʾān (Sezgin, Geschichte, 1:529). Um manuscrito deste, intitulado Tafsīr al-Imām al-Ṣādiq, está na biblioteca oriental em Bankipore. De acordo com o catálogo da biblioteca, é obra de Muḥammad b. Ibrāhīm b. Jaʿfar al-Nuʿmānī (m. c. 360/971), mencionado acima, que supostamente o baseou nos ditos de al-Ṣādiq. Está organizado de acordo com as suras do Alcorão; no entanto, não cobre todo o Alcorão, apenas as palavras que requerem explicação.

#### Al-Sulamī Ḥaqāʾiq al-tafsīr
O comentário Ṣūfī mais conhecido e influente sobre o Alcorão atribuído a al-Ṣādiq é uma coleção independente de tradições exegéticas citadas por Abū ʿAbd al-Raḥmān al-Sulamī (falecido em 330/942) em seu Ḥaqāʾiq al-tafsīr, o segundo mais antigo sufi tafsīr após Sahl al-Tustarī (falecido em 283/896) Tafsīr al-Qurʾān al-ʿaẓīm. Al-Sulamī também escreveu um apêndice ao Ḥaqāʾiq chamado Ziyādāt al- ḥaqāʾiq, que foi editado criticamente em árabe por Gerhard Böwering e contém 200 tradições de al-Ṣādiq muito semelhantes em estilo às encontradas no trabalho anterior. Como é típico do Ḥaqāʾiq de al-Sulamī, o comentário de al-Ṣādiq não é composto de material exegético legal, histórico ou linguístico convencional, mas consiste exclusivamente em interpretações esotéricas do Alcorão. Por exemplo, al-Ṣādiq interpreta o termo “legiões” (junūd) em Q 9:40, em “[Allāh] o apoiou [Muḥammad] com legiões que você não viu”, não como os “anjos” usuais que dizem ter ajudado o Profeta na batalha de Badr (2/642), mas sim como as virtudes espirituais adquiridas pelo Ṣūfī conforme ele avança em direção à união com Deus; essas virtudes são certeza (yaqīn), confiança em Deus (thiqa) e confiança absoluta Nele (tawakkul).
Além disso, também se diz que Alçadique fez cópias do Alcorão com suas próprias mãos. Um exemplo está na biblioteca Ẓāhiriyya em Damasco, enquanto outro está localizado na biblioteca Topkapi em Istambul.

### Misbah al-Shari'ah wa meftāh al-haqiqa
é uma obra sobre conduta pessoal, com capítulos sobre diversos temas. Questões de interesse estritamente legal (como peregrinação, esmola, pureza ritual) são intercaladas com temas éticos gerais (gratidão, veracidade, sinceridade) e conselhos sobre como levar uma vida espiritual e, assim, purificar a alma (temer a Deus, guardar-se contra o mal, lembrança de Deus). Moḥammad-Bāqir Majlesi considerou que a obra não foi escrita por Jafar Alçadique, mas pelo famoso sufi Shaqiq al-Balkhi (árabe: شقيق البلخي; d. 810 / AH 194). A base de Majlesi para essa afirmação é um dos esnāds do livro, que remonta a Shaqiq al-Balkhi, que supostamente o relatou de “uma das pessoas do conhecimento”, e não explicitamente de Jafar Alçadique. Majlesi afirma que o Misbah al-Shari'ah está repleto de terminologia sufi e deve muito às ideias dos xeques sufis. Há um capítulo distintamente xiita sobre “Reconhecendo os imãs”, no qual os nomes de todos os imãs são listados (tanto os anteriores a Jafar Alçadique quanto os posteriores a ele) durante uma troca relatada entre o Profeta e Salman Farsi (d. 33 /654). Outros estudiosos, no entanto, afirmam que este foi o trabalho do próprio imã, entre eles al-Sayyid Ali Ibn at-Tawus, Shaykh al-Kaf'ami e ash-Shahid Ath-Thani. Apesar das dúvidas de Majlesi quanto à sua autenticidade, a obra continua a ser extremamente popular como um manual de devoção pessoal e tem sido objeto de vários comentários de famosos estudiosos xiitas e sufis.
Na mesma linha, a obra ética intitulada al-hikam al-jaʿfariya consiste em uma série de ditos de Jafar Alçadique, divididos em capítulos (“Boas maneiras”, “Rebelião”, “Avareza” etc.). Isso, no entanto, não é tanto uma obra de Jafar Alçadique, mas uma coleção de seus ditos, transmitidos por Mofazzal b. Omar Joʿfi.

### Tawhid al-Mufaddal
Também conhecido como Kitāb fakkir (livro do pensamento (e Kitāb fī baď al-khalq wa 'l-ḥathth 'alā l-i'tibār ('Livro sobre o início da criação e o incentivo à contemplação") Relatado por Muhammad b. Sinān al-Zāhirī, escrito no estilo de uma coleção de lições de Jafar Alçadique para Mufaddal nas quais o imã defende a existência de Deus. Najashı o chama de livro de “Fakkir” (Pense!), claramente porque muitos parágrafos ao longo da obra começam com esta expressão. O texto sobreviveu sob a alegada autoridade do mesmo transmissor e é publicado separadamente (Najaf, 1375 e outras edições), bem como em Biḥār 3: 57–151.

### O trabalho do imã Jafar Alçadique sobre medicina (Ṭebb al-Imām Alçadique)
pertence a um gênero de fitoterapia tradicional atribuído aos imãs xiitas e conhecido como a Medicina dos imãs (ṭebb al-aʾemma), cuja figura de destaque é o imã Jafar Alçadique. Os ditames narrados do imã Sadiq (Hadith) são centrais para a literatura médica xiita, pois realçaram, ao longo do tempo, a imagem espiritual do imã na religião popular. imã Jafar, de fato, não foi o único imã que contribuiu para a sabedoria médica tradicional xiita, mas a variedade de suas instruções éticas sobre as prioridades de alimentos e bebidas ampliou significativamente o capítulo de “comer e beber” (bāb al-aṭʿema wa' l-ašreba) na jurisprudência xiita. Antes dos rearranjos jurídicos das tradições imami por autores xiitas do século IV/X (particularmente por Abu Jafar Kulayni, d. 329/940 e Ibn Bābuya, d. 381/991, q.v.), as instruções médicas do imã Jafar foram compiladas por alguns de seus companheiros sob a rubrica de ṭebb al-aʾemma. Uma rubrica semelhante kitab al-ṭebb (o livro de medicina) aparece na coleção mais antiga de Hadith do Profeta Mohammad por Mohammad Bokhari (falecido em 256/870), cujo conteúdo também foi reorganizado e renomeado com diferentes designações na jurisprudência sunita.

## Perspetivas
Jafar Alçadique é um ponto de encontro para diversos muçulmanos. Por meio de sua ascendência, Jafar reuniu em sua pessoa a linhagem familiar do Profeta e do supremo companheiro sunita, Abu Bakr, de quem sua mãe, Umm Farwah bint Qasim b. Maomé ibne Abi Becre al-Siddiq, era descendente. No mundo xiita, ele é o último imã comum aos Ithna ashariyah, ou Doze, e aos Ismailiyah, ou Sete (alguns dos quais o consideram o quinto imã).1 Entre os sufis, ele é venerado como um espiritual 'pólo' (qutb) e pode ser encontrado nas linhagens (silsilahs) da maioria das ordens Sufi (turuq). Os sunitas têm uma profunda reverência por ele, mantendo-o ao lado apenas de seu antepassado Ali b. Abi Talib (falecido em 40/661) por sua combinação de santidade e conhecimento.

### Islamismo xiita
Jafar Alçadique, foi o último imã reconhecido por Twelver e Ismaili Shia. Depois de Jafar, os xiitas se dividiram em grupos, sendo os dois grupos principais os Ismailiyah (Seveners), que defendiam o imamado de Ismail; e o Ithna 'ashariyah (Doze), que apoiou o imamado de Musa al-Kazim. Além do Primeiro imã 'Ali, nenhum outro imã da linha dos Doze alcançou tanto renome no mundo muçulmano por sua devoção e aprendizado quanto Jafar Alçadique em sua própria vida. Muitos dos que faziam parte do círculo de estudantes de Sadiq mais tarde se tornaram estudiosos e juristas renomados. Talvez a referência histórica mais antiga que apresenta Jafar como uma das personálidades mais respeitadas e estimadas de sua época, e como tendo profundo conhecimento e erudição, seja a declaração de Ya'qubi de que era costume os estudiosos que relatavam qualquer coisa dele dizerem: "O Erudito nos informou." Para sua comunidade diretamente, ele era seu imã, seu guia religioso e espiritual. A jurisprudência xiita recebeu sua forma definitiva nas mãos de Jafar Alçadique, que foi responsável pela codificação da lei religiosa xiita - chamada Jafariyya madhhab. A maioria dos hadiths e tradições xiitas são relatados sob a autoridade do imã Alçadique e seu pai, Muhammad Albaquir. Na doutrina xiita do conhecimento do imã, o imã é o 'Alcorão falante' (Alcorão natiq), enquanto o Alcorão é o 'imã silencioso' (imã samit). Ou seja, o imã é considerado o verdadeiro intérprete do Livro. Existem numerosos comentários da exegese do Alcorão atribuídos a Jafar. Ele é citado como uma das principais autoridades nos escritos ismaelitas e aparece com destaque, por exemplo, como uma fonte de tradições no trabalho seminal sobre a jurisprudência ismaelita Daʿāʾim al-Islām (“os pilares do Islã”) de al-Qāḍī l-Nuʿmān.

### Islamismo sunita
Dentro do Islã sunita, Jafar é um respeitado jurista e transmissor de hadith. Fontes sunitas e xiitas descrevem suas interações com luminares sunitas como Abu Hanifa e Malik b. Anas, que dizem ter estudado com ele. o imã Malik b. Anas Relata-se que, o famoso jurista de Medina, disse, ao citar as tradições de Jafar: "O Thiqa (verdadeiro) Jafar b. O próprio Muhammad me disse que..." Elogios semelhantes a Jafar são atribuídos ao imã Abu Hanifa Da mesma forma. O jurista Sufyan al-Thawrī (falecido em 161/778) teria aprendido com Jafar e o antigo teólogo e asceta Wāṣil b. ʿAṭāʾ, também recebeu tradições de Jafar. Além disso, Jafar também ocasionalmente aparece como um transmissor de tradições no Muwaṭṭaʾ de Malik e em cinco das seis coleções canônicas sunitas de hadith (al-Bukhari (falecido em 256/870), em seu Sahih, não narrou de Jafar, mas mesmo assim o considerou ser "confiável" (thiqa). Shahrastani disse sobre Jafar:
"Seu conhecimento era grande em religião e cultura, ele era totalmente informado em filosofia, alcançou grande piedade no mundo e se absteve inteiramente de luxúrias. Ele viveu em Medina tempo suficiente para lucrar muito com a seita que o seguiu e para dar seus amigos a vantagem das ciências ocultas. Do lado de seu pai, ele estava conectado com a árvore da profecia, e do lado de sua mãe, com Abu Bakr."

### sufismo
Com uma única exceção, a do Naqshbandi, todas as ordens Sufi reivindicam descendência iniciada do Profeta exclusivamente através de Ali b. Abi Talib, o primeiro imã do Ahl al-Bayt (q.v.), e muitos falam também de um selselat al-dhahab (corrente dourada), ligando-os com todos os oito primeiros dos Doze Imãs. Jafar Alçadique, o sexto imã, ocupa, no entanto, uma posição de particular significado na tradição sufi. Diz-se que vários sufis se associaram a ele; ele é elogiado por seu conhecimento do Caminho em várias obras fundamentais da literatura sufi; e numerosas declarações e escritos sobre o tema do progresso espiritual foram atribuídos a ele. Dada a duração do imamado de Jafar al-Sadeq e a influência e apelo que ele exerceu além do círculo de seus seguidores especificamente xiitas, é, no entanto, provável que ele tenha desempenhado algum papel na gestação do Sufismo, mesmo que a natureza e extensão desse papel foram distorcidos na tradição posterior.
No Ḥelyat al-awliāʾ, um dos primeiros compêndios hagiográficos, o autor Abu Noʿaym Esfahani (m. 430/1038) menciona Jafar Alçadique imediatamente após seu pai, imã Mohammad Albaquir, e o elogia por sua concentração devota na adoração, sua abstenção casta da busca do poder e insistência em alimentar os pobres, mesmo em detrimento de sua própria família. Jafar Alçadique é o último na sucessão de imãs do Ahl al-Bayt reconhecidos por Abu Bakr Kalābāḏi (m. 380/990), como o principal, depois dos companheiros do Profeta, em manifestar as verdades do Sufismo “em palavras e ação”. ʿAli Hojviri (d. ca. 463/1071), autor do primeiro compêndio persa sobre sufismo, também inclui os primeiros seis imãs entre os precursores dos sufis, e ele descreve Jafar Alçadique como “a espada da Sunna, a beleza do Caminho, o intérprete da gnose e o adorno da devoção pura” (sayf-e sonnat wa jamāl-e ṭariqat wa moʿabber-e maʿrefat wa mozayyen-e ṣafwat). O testemunho mais eloquente da proeminência de Jafar Alçadique na imaginação sufi é fornecido, no entanto, por Shaikh Farid-al-Din Attar (falecido em 618/1221). Ele o invoca na primeira seção de Tadhkirat al-Auliya como uma figura que trará bênçãos para seu empreendimento e a menção de quem será suficiente como uma indicação da centrálidade no caminho Sufi do Profeta, seus Companheiros e todos os Ahl. al-Bayt. Jafar Alçadique foi, além disso, aquele “que falou mais do que os outros imãs sobre o Caminho (ṭariqat)”, que “se destacou ao escrever sobre os mistérios e verdades mais íntimos e que foi inigualável na exposição das sutilezas e segredos da revelação (laṭāyef -e asrār-e tanzil wa tafsir).

## Citações
- O intelecto é aquilo com que as pessoas adoram o Clemente (Allah) e com o qual obtêm o paraíso.[111]
- O mais perfeito dos homens em intelecto é o melhor deles em ética.[112]
- A perfeição do intelecto está em três (coisas): humildade para Allah, boa certeza e silêncio exceto para o bem.[113]
- Quem age sem presciência é como o caminhante sem caminho, não aumenta a velocidade do caminhar mas sim a distância.[113]
- Quatro coisas das quais pouco é muito: fogo, inimizade, pobreza e doença.[114]
- Quem te honra, então honre-o. E quem te despreza, então honre-se dele.[115]
- Na verdade, a família de uma pessoa são seus prisioneiros, então quem quer que lhe seja concedido, então ele deve ser generoso com eles, e se ele não (fazer isso), aquele favor está prestes a desaparecer dele.[116]
- Quando o crente fica com raiva, sua raiva não deve afastá-lo da verdade; e quando ele fica satisfeito, sua satisfação não deve trazê-lo à falsidade.[116]
- Cuidado com a disputa porque ela traz a coisa feia odiosa e mostra o defeito.[115]
- Nada é melhor do que o silêncio, nenhum inimigo é mais prejudicial do que a ignorância e nenhuma doença é mais perigosa do que mentir.[114]
- Três (coisas) são dos atos nobres do aqui e do futuro: Perdoe aquele que o prejudicou, visite aquele que o abandonou e seja paciente quando for tratado com ignorância.[113]
- Quem é gentil em (obter) sua matéria obtém o que deseja dos homens.[113]
- Visitar parentes consangüíneos melhora as maneiras, faz bem a si mesmo, aumenta o sustento e atrasa a morte.[112]
- Quem se livra do mal obtém a glória; quem se livra da soberba ganha dignidade, e quem se livra da avareza ganha honra.[111]
- Três (coisas) não são conhecidas senão durante três situações: O manso (pessoa) não é conhecido senão durante a raiva, nem o bravo (pessoa) é conhecido senão durante a guerra, nem o irmão é conhecido senão durante a necessidade.[117]